# Submarí

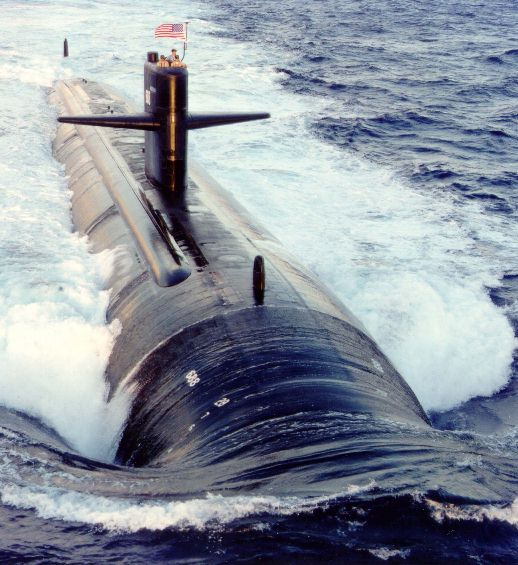
Un submarí d'atac estatunidenc de la classe Los Angeles

Un submarí és una embarcació amb capacitat de navegar sota l'aigua de forma autònoma, amb renovació d'aire i uns compartiments que fan de llast per enfonsar-se i sortir a la superfície a voluntat. Cal no confondre'l amb un submergible.
La majoria de submarins són militars, però també n'existeixen amb objectius civils, normalment científics. Les característiques dels submarins varien molt segons el propòsit pel que s'han construït. Per exemple, hi ha grans submarins amb armament i propulsió nuclear que poden romandre mesos sota l'aigua, en canvi d'altres de científics, molt més petits, que només poden operar unes poques hores.
Des dels models més primitius de propulsió manual, els submergibles van evolucionar fins a esdevenir submarins altament sofisticats. Malgrat que la majoria dels avenços han estat per raons militars, n'hi ha alguns que han estat per raons civils, com el cas dels aconseguits per Monturiol amb els seus Ictíneo I i II, aquest últim considerat el primer submarí modern de la història.

## Història

### Antecedents: Edats Antiga i Mitjana
Els orígens del submarí podrien trobar-se en l'època d'Alexandre el Gran, el 330 aC. Es tractaria d'una mena de barril de vidre tancat que permetria baixar a poca profunditat i durant el poc temps que l'aire encara seria respirable en l'interior. El vidre permetria veure el paisatge submarí i fer-ne observacions.
Un altre dels possibles antecedents parlen d'un missatger enviat pel general romà Luci Licini Lucul·le travessant el bloqueig del port navegant dins d'una mena d'embarcació submarina feta de cuir de cabra.
Més endavant l'any 1490 Leonardo Da Vinci va construir un enginy submergible, en el qual va anar per sota de l'aigua. Al segle xvi el bisbe d'Uppsala, va descriure un bot de cuir capaç de moure's per sota l'aigua.

### Primers intents: s.XVI-XVII

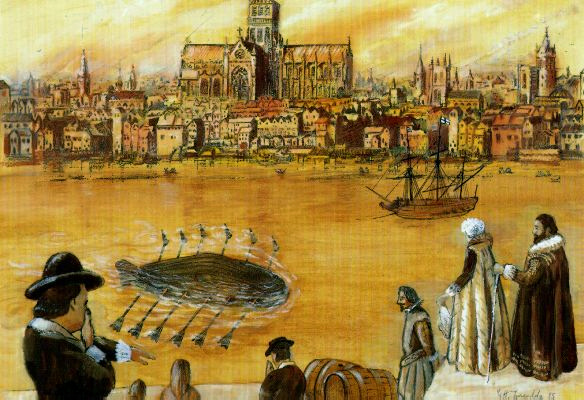
El primera embarcació "submarina" de Cornelius Drevel construïda el 1620.

Segons les fonts de documentació, entre 1573 i 1580 el matemàtic i cap de l'Artilleria Naval de la reina Isabel, William Bourne, va descriure un vaixell el qual podia anar per sota de la superfície del mar fins al fons, i sortir de la mateixa manera i facilitat amb la qual s'havia submergit, i que consistia en una coberta impermeabilitzada amb pell que es podia inflar i desinflar mitjançant un gat per modificar el moviment i el descens d'aquest artefacte que va per sota de l'aigua. L'aire arribava a l'interior a través d'un pal buit que estava a la superfície i que es movia mitjançant uns rems. Mai es va construir.
L'enginyer holandès Cornelius Drebbel, o Van Drevel, que estava al servei de la marina anglesa, és a qui se li atorga el mèrit d'haver construït el primer submergible d'ús pràctic, ja que cap a l'any 1620 en construí un basat en el model de Bourne. Aquest consistia en una nau coberta de cuir prou gran per dur un subministrament d'aire d'unes quantes hores. El seu sistema impulsor eren els rems, que es projectaven a través d'unes juntes hermètiques cobertes de cuir. Aquesta nau va recórrer entre 4 i 5 metres sota de la superfície del Tàmesi. Es pot considerar que aquest va ser el primer submergible creat que van aconseguir estar una estona i tenir moviment sota de la superfície de l'aigua.
Altres dissenys destacats foren:
- El 1588, Agostino Ramelli ja va dissenyar una mena de caixes amb rodes que podien transportar soldats de banda a banda d'un riu avançat pel seu llit, és a dir, per sota de la superfície.
- El 1643, el Pare Fournier comenta l'existència d'una mena de barques on un grup de cosacs s'hi podia passar més d'un dia sota la superfície de l'aigua.
- L'any 1653, un enginyer francès anomenat De Son, dissenya el Catamaran, nom d'un submergible amb dos bucs i una roda de pales al mig mogut per un sistema de rellotgeria que, per falta de potència, fracassà.

### Els desenvolupament fins als dissenys moderns s.XVIII-XIX

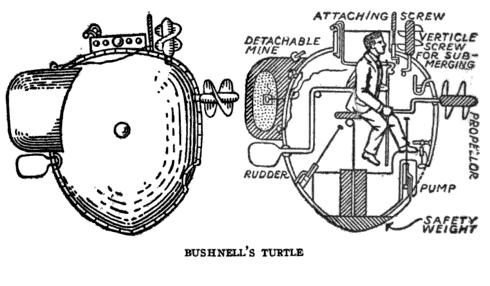
Esquema del Turtle, primer submarí militar que es construí l'any 1776.

Cap a l'any 1775 aproximadament, l'enginyer nord-americà, de Connecticut, David Bushnellva construir un submergible que tenia forma de dues closques de tortuga marina enganxades per la part de baix i que es va batejar amb el nom de "Turtle" (Tortuga). Aquest submergible estava fet de fusta de roure i dissenyat amb la finalitat de passar per sota dels vaixells britànics fondejats al llarg de les costes americanes per col·locar en els seus bucs una mines amb espoletes. El Turtle tenia un sol tripulant i es movia lentament gràcies a la seva hèlix de cargol situada a la part davantera que s'accionava manualment. Comptava amb dos tancs de llast i bombes per treure l'aigua del mar i regular la profunditat. L'objectiu militar del "Turtle" era atacar els vaixells britànics tot fixant-los una gran càrrega de pólvora adherida al buc (semblant a una mina marina). L'invent es construí i va navegar correctament fins a arribar al seu objectiu, però no va poder instal·lar la bomba perquè aleshores els vaixells britànics duien el buc recobert de coure - essent pensada la mina pensada per a ser fixada en un buc de fusta). Així doncs, l'acció del "Turtle" contra l'HMS Eagle l'any 1776, durant la Guerra d'Independència dels Estats Units, pot considerar-se com la primera acció d'un submergible modern en combat.

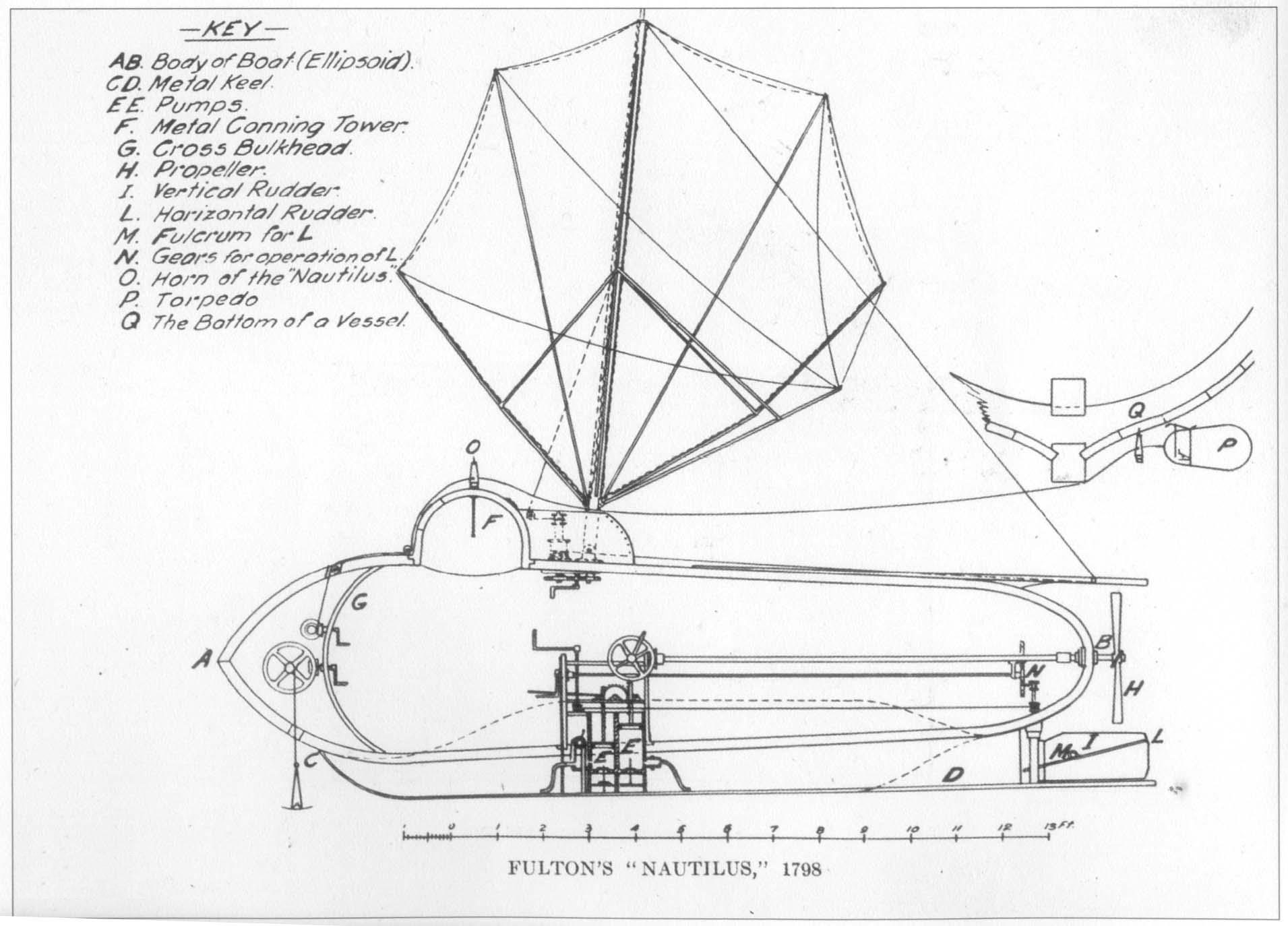
Plànol esquemàtic del submarí Nautilus.

Entre els anys 1779 i 1804 l'inventor Nord-americà Robert Fulton inventà un submergible amb el nom de Nautilus que estava construït amb fusta amb coberta de ferro i coure. Tenia propulsió d'hèlixs manuals per immersió i una vela per superfície. Estava destinat a la flota francesa i Napoleó hi va invertir 10.000 francs de l'època. L'estat major, però, va considerar que el seu ús no era ètic. Aleshores Fulton va oferir l'invent a l'enemic, Gran Bretanya, que va respondre d'una forma semblant.
Després de Bushnell va venir Robert Fulton, també americà, el qual volia alliberar França del bloqueig que practicava la flota britànica sobre les costes franceses (era un gran partidari de la Revolució Francesa). Per a això va dissenyar el Nautilus (Nautile), un submergible d'uns 6,5 metres de longitud amb estructura de ferro i recobert de coure. La propulsió era manual però facilitada per un sistema d'engranatges desmultiplicadors que accionaven l'hèlix de quatre pales, a més comptava amb una vela per navegar a la superfície. També s'aplicaren dues noves innovacions tecnològiques més: l'ús dels timons horitzontals i verticals i l'ús de l'aire comprimit durant la immersió. Hi podien entrar només quatre persones i sota l'aigua s'hi podia estar unes 4 hores. Un bulb de ferro i vidre es feia servir de torreta d'observació quan el submarí estava sobre la superfície del mar. El Nautile es construí a París però no va participar en cap acció bèl·lica. Va ser el segon model construït, el Nautilus II, el que va efectuar missions militars. El seu viatge va començar a la badia de Brest, dirigint-se a la flota britànica, la missió però va fracassar, ja que els anglesos feien patrullar barques de rems permanentment al voltant dels seus vaixells evitant que el Nautilus es pogués acostar prou a les naus enemigues. La missió d'enganxar els explosius que duia sota algun vaixell britànic fracassà i, a partir d'aquí, França va perdre l'interès en aquests submarins primitius. Fulton, en ser refusat per França, es passà al bàndol enemic, el Regne Unit, l'any 1805. La seva demostració experimental va ser un èxit: va fer esclatar un vaixell on un submergible havia enganxat uns explosius i a través d'un cable elèctric.
La primera victòria militar que va aconseguir un submergible fou dirigida pel capità Horace Hunley (americà confederat) i pels enginyers McClintock i Watson. Després de fer construir un submergible del tipus Fulton, lleugerament millorat des del punt de vista tècnic (la propulsió, en aquest cas, anava a càrrec d'un arbre de cigonyals accionat per vuit persones), l'anomenaren: Hunley. El Gymnote es va construir de bronze, un metall més flexible que l'acer i més resistent en la immersió.

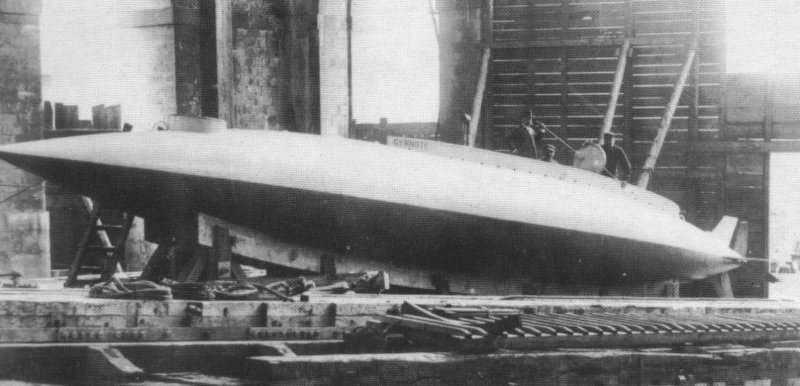
El Gymnote de l'any 1889.

El 1860 es va tornar a experimentar amb submergibles. Pierre Joseph Bourgeois inventà el Plongeur. Era un submergible de 44 metres d'eslora amb característiques pròpies de submarins, ja que tenia un motor de 80 CV que funcionava amb aire comprimit, tot i que la seva velocitat encara era molt baixa. També tenia tancs de llast d'on expulsava l'aigua mitjançant l'aire comprimit que assegurava la propulsió. Es podia submergir, com a màxim, fins a 12 metres. Tenia forma de cigarret de dos metres de diàmetre i tenia una hèlix formada per quatre pales. Després de diverses proves, es va veure que no era viable i va acabar usant-se com a cisterna d'aigua. Una maqueta de Plongeur es va exposar a l' Exposició Universal de 1867, on va ser estudiada per Jules Verne, que la utilitzaria com a inspiració per a la seva novel·la "Vint mil llegües de viatge submarí".

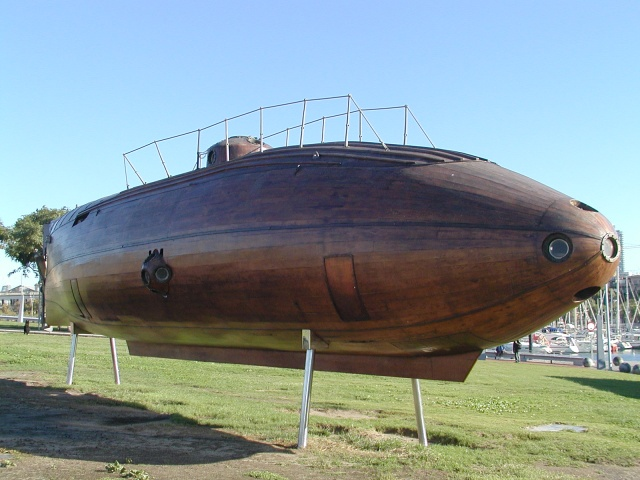
Rèplica del 'Ictini II al port de Barcelona.

L'Ictíneo I fou dissenyat pel català Narcís Monturiol, el primer submarí Ictíneo anava propulsat manualment per quatre homes que accionaven l'eix amb una hèlix de quatre pales. Aquest model tenia una utilitat limitada i Monturiol va dissenyar l'Ictíneo II amb tecnologies i elements més avançats. Aquest submarí va ser avarat el 2 d'octubre de 1864. Va ser un disseny revolucionari, ja que incorporava una màquina de vapor per a la seva propulsió i utilitzava com a combustible una barreja de peròxid de magnesi, zinc i clorat de potassi (la reacció química dels quals proporcionava oxigen tant per a la combustió com per a la tripulació).
També incorporava uns compartiments repartits estratègicament per tota l'embarcació per tal de fer de llast, de manera que quan aquests compartiments estaven buits permetien a l'embarcació surar a la superfície del mar i quan aquests estaven plens permetien enfonsar la nau per sota. A més a més, a la nau hi havia un sistema d'escapatòria que permetia deixar anar el llast i sortir a la superfície en cas d'emergència. Un altre tret destacable és l'estructura de la nau que té una forma cilíndrica amb la part davantera amb forma de punta esfèrica i a la cua hi ha els timons i l'hèlix. A la part de dalt de la nau hi trobem el periscopi. Els submarins actuals prenen com a referència el disseny exterior de l'Ictíneo. Aquest disseny ha anat variant i desenvolupant-se segons les necessitats de cada submarí com per exemple el narval avarat el 9 de setembre de 1967, el disseny del qual és força similar al de l'Ictíneo encara que té una forma molt més allargada.
L'objectiu inicial de la construcció de l'Ictíneo va ser l'extracció d'elements del fons marí, especialment corall, però, també va ser ofert al ministeri de defensa espanyol, el qual després d'unes satisfactòries proves a Cartagena va desistir. Amb tot, el submarí de Monturiol es pot considerar el primer submarí modern de la història, ja que era autònom amb renovació d'aire i compartiments que feien de llast.
A partir de la segona meitat del segle xix es van intensificar els intens per a obtenir o crear una nova forma de propulsió eficient sota l'aigua. L'any 1885, Isaac Peral va construir el submarí més perfeccionat fins al moment: una nau amb buc d'acer en forma de cigar, de 22 m. d'eslora i 2,75 de mànega, era propulsat per dos motors elèctrics de 30 CV cada un que estaven alimentats per una bateria d'acumuladors. Posseïa diversos dispositius i sistemes per poder regular la profunditat de la immersió sota l'aigua, l'horitzontalitat i l'equilibri una vegada submergit. Amb tot es va començar a veure que aquell submarí havia estat pensat per atacar o defensar-se. Duia un tub llançatorpedes a la proa, amb un sistema de comportes iguals que els que es fan servir avui en dia. Fins i tot, per facilitar el llançament d'aquests torpedes va idear un periscopi, fet de prismes i lents, on es podien veure les imatges de la superfície. El submarí Peral podia anar a uns vuit nusos i tenia una autonomia màxima de set cents quilòmetres. Però el seu enginy no va prosperar i el govern d'aleshores va informar que «aquest submarí tindria molt poca utilitat militar». Més endavant, Peral va ser pressionat per a abandonar l'armada. No obstant això, el seu projecte sí que va ser admirat a altres països, ja que va servir de base per a la majoria dels nous tipus de submarins construïts després.
El primer submarí que va ser realment autònom va ser el Gymnote, ja que va aconseguir navegar correctament per sota l'aigua, totalment submergit i seguint una ruta constant. Funcionava sempre amb propulsió elèctrica propulsat per un motor elèctric de 51 CV. Els seus principals creadors dels enginyers francesos Dupuy de Lôme, Gaston Ramazzotti i Gustave Zédé.

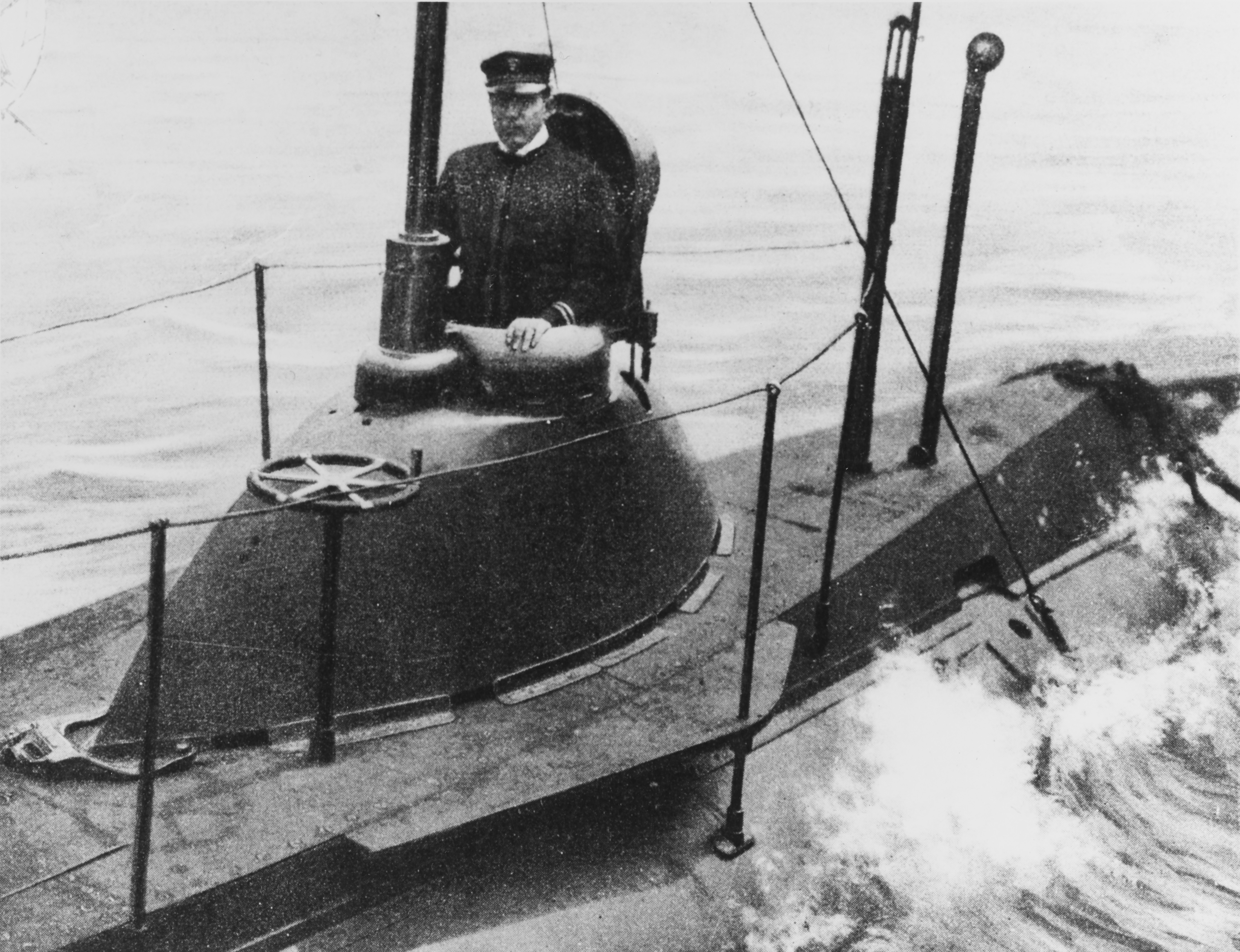
L'USS Plunger l'any 1902.

Encara que la propulsió elèctrica va ser un èxit (Gymnote), el sistema de la caldera no s'abandonà fins al cap d'uns quants anys, ja que permetia assegurar una navegació per la superfície usant poca energia. Més tard la invenció del motor Dièsel va suposar l'abandonament definitiu de la propulsió per mitjà de vapor. Els inventors buscaven altres fonts d'energia pels submarins, com eren: l'aire comprimit, el vapor i l'energia elèctrica.
El primer submarí pràctic, i el que es va començar a produir en aquells temps amb una font d'energia eficient, va ser creat l'any 1898 pel nord-americà John Philip Holland, qui va utilitzar un sistema de propulsió dual. Aquest estava format per un motor de gasolina (Dièsel de 50 CV) per moure's per la superfície i d'un motor elèctric per a fer-ho sota l'aigua, aquesta nau s'anomenà USS Holland. Una de les contribucions més importants que es van fer al món del submarí pel seu desenvolupament, les va fer l'enginyer nord-americà Simon Lake, destacant la superestructura d'inundació lliure, dissenyada per ell l'any 1898. El 1906 els alemanys començaren a utilitzar motors dièsel en els seus submarins. Així, pocs anys després, s'inventaren un dels components dels submarins més importants des que es van descobrir: la invenció del sonar i del torpede autopropulsat. A partir d'aquí, el submarí es va convertir en un element fonamental de les forces navals.

### Submarins a la Primera Guerra Mundial

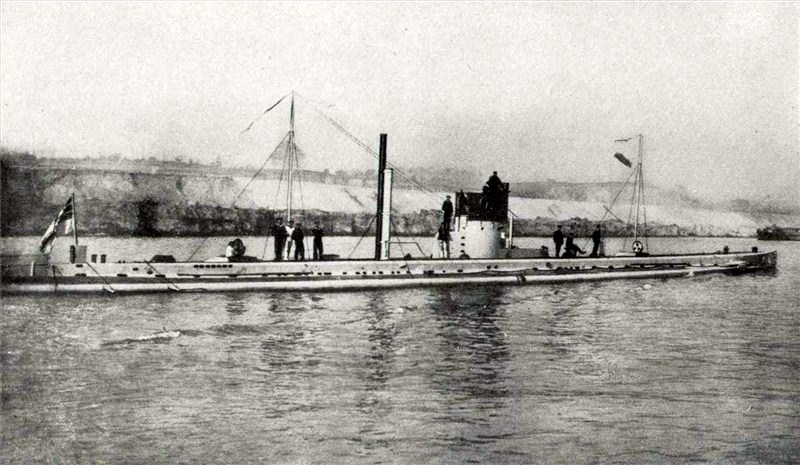
El submarí alemany (U-Boot) U-9 que enfonsà 3 creuers britànics a l'inici de la Primera Guerra Mundial.

A l'agost de 1914, 10 dels 20 submarins U-Boot útils de la flota alemanya van fer el seu primer creuer de guerra amb el propòsit de localitzar la flota britànica. El 5 de setembre, l'U-21 va enfonsar al creuer d'exploració Pathfinder, la primera embarcació enfonsada per un submarí en guerra des de la Guerra de Secessió nord-americana. A aquest va seguir l'enfonsament d'altres tres creuers britànics en l'espai d'una hora, el 22 de setembre, per l'U-9. El 20 d'octubre el submarí U-17 va detenir, va registrar i enfonsar al vaixell mercant britànic Glitra a l'altura de Stavanger. Aquest va ser el primer enfonsament d'un vaixell mercant i va assenyalar el començament de les incursions de guerra contra el comerç marítim. Al febrer de 1915, els alemanys van proclamar «zona de guerra» les aigües circumdants de Gran Bretanya i Irlanda, inclòs el Canal d'Irlanda, en les que, segons van anunciar, enfonsarien sense previ avís tots els mercants britànics que trobessin. Com que les mesures antisubmarins tant defensives com ofensives no es distingien aleshores per la seva eficàcia, més de 500.000 tones de vaixells mercants van parar al fons del mar als primers quatre mesos fins al juny.
Durant els últims sis mesos de 1915 els alemanys van destruir al voltant d'un milió de tones de vaixells i en els primers quatre mesos de 1916, unes altres 700.000 tones. Mentrestant, els alemanys van enfonsar tres vaixells de vapor de passatgers, el Lusitània (El 7 de maig de 1915 amb 1.198 morts, 128 d'ells nord-americans), l'Arabio i el Sussex, en els que es van perdre moltes vides. Això va donar lloc a un llarg intercanvi de correspondència diplomàtica entre Alemanya i Estats Units, a conseqüència del qual el govern alemany es va comprometre a suspendre l'activitat dels seus submarins per un període de sis mesos en totes les zones menys la del Mediterrani. Al maig de 1916, els alemanys tenien en servei actiu 58 submarins, que van augmentar a 111 al febrer de 1917 i a 140 l'octubre d'aquell mateix any per a descendir a 121 l'octubre de 1918. El febrer de 1917, els alemanys van proclamar una nova «zona de guerra» i, sense excloure ja als neutrals, van anunciar que totes les embarcacions que es trobessin dins de la mateixa serien enfonsades sense previ avís. Aquesta nova mesura va influir decisivament a l'entrada dels Estats Units en la guerra el mes d'abril.
La creixent amenaça submarina va induir als Aliats a adoptar el sistema de comboi. Per contrarestar les pèrdues es va intensificar la construcció de vaixells i es van idear dispositius antisubmarins. Els «vaixells trampa», emmascarats de toscos vaixells de càrrega o de goletes de pesca, van aconseguir enfonsar alguns submarins que van emergir a la superfície per a canonejar-los a fi de no gastar la seva dotació de torpedes. Es van perfeccionar les càrregues de profunditat, es va equipar als caça-submarins amb aparells d'escolta, es van posar mines i xarxes antisubmarins; i es va ensinistrar als vaixells acomboiats a navegar en formació de zig-zag. A pesar de totes les mesures antisubmarins, inclosos els avions d'exploració i els petits dirigibles caça-submarins, la situació va continuar essent crítica fins a la fi de l'any 1918, quan els dispositius antisubmarins van aconseguir eficàcia i els alemanys es van veure en la impossibilitat de reemplaçar les tripulacions especialitzades. Potser el factor decisiu en la neutralització dels submarins no va ser un altre, això no obstant, que el prodigiós programa aliat de construcció naval, que proporcionava més tonatge del que podia enfonsar l'enemic.
Al febrer de 1917, els U-Boot van enfonsar 536.000 tones, al març 603.000 i a l'abril una xifra rècord (no superada durant la segona guerra mundial) de 881.000 Tm: en aqueix mes, sobre una flota de 128 U-Boot disponibles, de fet es trobaven patrullant els mars, de mitjana, cinquanta. Durant els quatre anys i tres mesos de guerra els submarins van enfonsar 11.154.000 tones de vaixells, la meitat dels quals van correspondre només a l'any 1917. En total durant la guerra els submarins alemanys enfonsaren més de 5.000 vaixells aliats.

### Els submarins a la Segona Guerra Mundial
Durant la Segona Guerra Mundial els submarins van tenir un paper molt destacat en les estratègies i tàctiques d'ambdós bàndols.Per tal d'entendre aquesta importància cal pensar que en aquell temps de guerra tot sovint només es podien proveir per mar algunes regions (ja que els avions encara no estaven prou desenvolupats ni eren suficients), preparar i executar desembarcaments o bombardejar posicions costaneres, ciutats o posicions enemigues des del mar. Per això tenir el control del mar fou una garantia d'èxit, ja que al mateix temps que s'impedia el funcionament normal de la logística de l'enemic, també es garantia la seguretat i bon funcionament de la pròpia. En un inici això s'aconseguia amb una flota de superfície prou potent, però amb el temps es va demostrar que amb la invenció de l'aviació, aquesta mateixa flota de superfície, és força vulnerable, i a més a més pateix el risc de ser atacada per una altra flota de superfície. En aquest context entraren en joc els submarins, que al poder anar per sota l'aigua eren molt difícils de detectar i, per tant, poden operar sense gaires limitacions ni perills, i en total secret, atacant vaixells desprotegits, eludir controls, trencar bloqueigs o transportar personal o informació vital. Per tant, es pot arribar a entendre la importància i rellevància que poden arribar a prendre els submarins en l'estratègia i el clar avantatge que posseïa una nació amb una flota important i més evolucionada de submarins. Així els submarins van ser extremadament efectius o determinants a l'hora d'equilibrar la balança entre les potències de l'eix i la coalició aliada durant el desenvolupament de la segona Guerra Mundial.

#### La guerra submarina a Europa
Després de la desfeta de la primera Guerra Mundial Alemanya patia unes limitacions molt severes pel que fa al desenvolupament de l'armada alemanya o Kriegsmarine i quan Hitler va arribar al poder el 1933 una de les seves mesures va ser incrementar el poder d'aquesta fou construir catorze submarins (anomenats U-Boot) i posteriorment es van començar a construir cinc creuers pesants, setze destructors i vint-i-vuit submarins per tal de recuperar la flota. També es va dissenyar el Pla Z que preveia equiparar la Kriegsmarine amb la Royal Navy a molt llarg termini, que, entre altres objectius, es preveia la construcció de 250 submarins abans de 1945. El pla Z mai es va arribar a realitzar, ja que la guerra va començar l'any 1939 i tots els recursos es van destinar a la producció de submarins. En realitat la minsa armada alemanya no podia competir amb la immensa armada britànica i amb prou feines amb la francesa, i l'únic avantatge que disposaven eren els submarins. Amb aquest objectiu es va incrementar molt la producció d'aquests aparells que podien posar en perill la poderosa flota mercant anglesa, com es va produir durant la Primera Guerra Mundial. En començar la guerra els vaixells de guerra alemanys suposaven una desena part dels de la marina anglesa.
El perfil dels objectius dels submarins alemanys eren vaixells relativament desprotegits o grups d'aquests, especialment vaixells mercants. A tall d'exemple la primera "víctima" d'un atac submarí de la guerra va ser, el 3 de setembre de 1939, el vaixell de passatgers anglès Atenia a mans del submarí U-30 (tipus VIIa) en el que van morir 1.400 passatgers. D'altra banda el capità del submarí U-47 (del (tipus VIIb)) Günther Prien va penetrar les defenses de Scapa Flow la nit de 14 d'octubre de 1939, enfonsant el cuirassat Royal Oak i el creuer Repulse i va escapar, causant gairebé mil morts entre les dues tripulacions i deixant atònits els anglesos, que reberen un cop molt dur.
Altres vaixells van seguir el mateix destí al llarg de la guerra, el portaavions Corageous va ser torpedinat per un submarí alemany i el cuirassat Queen Elizabeth va ser enfonsat per un torpede humà italià i així fins a prop de tres milers de vaixells aliats, amb unes baixes estimades de vuitanta milers de mariners durant la Segona Guerra Mundial. Davant aquesta impunitat en què es van moure els submarins de les forces de l'eix durant els primers mesos de guerra les forces aliades van adoptar mesures per reduir el gran desgast provocat per la U-Bootswaffe (secció submarina de la Kriegsmarine). Una d'aquestes mesures, d'efecte provat durant la 1a Guerra Mundial, va ser l'ordre d'agrupar els vaixells mercants en combois, fet que reduïa el nombre d'objectius, en dificultava la localització i en permetia una millor defensa. En un inici aquests combois acostumaven a anar protegits per tan sols una embarcació especialment adaptada i armada que oferia una protecció deficient, per això més tard els combois foren escoltats per vaixells de guerra. Va ser especialment efectives l'entrada en escena dels portaavions escolta en els combois, ja que obligaven els submarins a restar submergits, amb la qual cosa aquests no podien seguir la marxa dels combois, ja que si s'exposaven a avançar per superfície, que és el que feien la major part del temps, podien ser localitzats i abatuts des de les altures. Per altra banda la tecnologia ASDIC, l'actual sonar desenvolupat ja des d'abans de l'enfrontament bèl·lic, i el radar cap al final de la guerra van permetre que els ASW (Antisubmarine Warfare), unitats antisubmarins, fossin eficaces a l'hora de buscar submarins per tot l'Atlàntic mitjançant una sèrie de batudes sistemàtiques i molt ben programades. Val a dir que això va ser possible gràcies a l'ajuda dels EUA.
Més tard, amb l'entrada dels EUA a la Segona Guerra Mundial, els "Catalines", que eren avions especialment dissenyats per detectar i destruir submarins, van acabar amb l'estratègia alemanya. Amb aquestes mesures, el 14 de setembre de 1939, els alemanys van perdre per primera vegada un submarí, l'U-39 (tipus IX), que acabava de llançar tres torpedes fallits amb espoleta magnètica contra el portaavions Ark Royal i els seus 44 tripulants van ser capturats. No va ser un èxit de l'ASW britànica, ja que va ser l'U-Boot (nom genèric dels submarins alemanys) qui va trobar el grup antisubmarí, i no viceversa. El dia 20, per primera vegada dos destructors van donar caça i van enfonsar, gràcies a l'ASDIC, un submarí que havia enfonsat dos vaixells a l'est d'Escòcia: era el U-27 (tipus VIIa*) i els 38 tripulants van ser capturats. Per altra banda, per contrarestar aquestes mesures i intentar prosseguir amb el ritme d'objectius de començaments de la guerra els alemanys van desenvolupar una estratègia de caça de combois que va donar força bons resultats.
Aquest sistema s'anomenava "llopada" i consistia en un grup de quinze a vint submarins que rastrejaven per separat l'oceà, o bé una zona d'aquest, a la recerca de combois. Llavors, un cop localitzat l'objectiu, els submarins, es reunien al voltant del comboi i l'atacaven tot seguit des de totes les direccions. La principal mancança per poder mantenir aquesta estratègia era la falta de submarins, ja que per poder mantenir un cert nombre de manades en actuació constant s'havien de preveure els submarins en actiu, els que estaven en trajecte i els que estaven fent reparacions o reposant en els diferents ports, motiu pel qual es va acabar mantenint una flota permanent d'un mínim de tres-cents U-Boot. Una altra estratègia va ser la denominada "Vaca lletera", que mitjançant submarins vells o de transport proveïen els submarins al mar permetent que aquests poguessin estar durant més temps en acció. Altrament la invenció tardana d'un dispositiu anomenat Snorkel, que consistia en un o dos tubs que arribaven a la superfície des del motor dièsel que subministrava l'aire necessari perquè el submarí pogués navegar a profunditat de periscopi mitjançant els motors d'explosió i recarregar les bateries elèctriques va permetre un lleu repunt final en el nombre d'atacs. Aquesta flota es va poder mantenir i ampliar gràcies a l'extraordinària rapidesa de construcció de les drassanes alemanyes, que tot i que construïen submarins de patrulla oceànica (U-boot tipus VII) i (tipus IX) en detriment dels lleugers van poder ampliar durant un llarg període la flota a l'hora que substituïen les pèrdues de material.
Les drassanes també van dissenyar noves unitats entre elles el model XIII que, en cas d'haver entrat en combat, podrien haver canviat altre cop el símbol de la batalla de l'Atlàntic. Per altra banda, i a part de la millor tecnologia i qualitat dels U-Boot el que els feia realment letals era la tripulació dels submarins alemanys, que instruïts en la millor escola de submarinisme del moment van ser més valuosos que els mateixos aparells, ja que en contra de la capacitat de construir nous artefactes de la potentíssima indústria alemanya van acabar sent irreemplaçables quan el ritme de pèrdues va tenir el seu punt àlgid. Només cal veure que dels 40.000 oficials i mariners que van participar en el bàndol alemany només en va tornar una quarta part, morint-ne 30.000. Els tres camps principals de batalla submarina durant la Segona Guerra Mundial a Europa van ser el mar Atlàntic, el Mar del Nord i el Mediterrani on els submarins alemanys van enfonsar 2775 vaixells mercants aliats més un nombre considerable de vaixells de guerra entre 1939 i 1945, any en què van acabar les hostilitats submarines tot just tres dies abans de l'armistici que donava final a la Segona Guerra Mundial amb un balanç d'unes 3000 unitats aliades enfonsades a una pèrdua de submarins de 781 unitats de les 1162 construïdes per les drassanes alemanyes, la resta dels quals o bé van ser entregats o bé ban ser barrinats i enfonsats deliberadament per les seves tripulacions respectives.
|                             | 1a Guerra Mundial | 2a Guerra Mundial |
| --------------------------- | ----------------- | ----------------- |
| Nombre de submarins actius  | 128               | 300               |
| Tones de vaixells enfonsats | 11.154.000        | 14.923.052        |
| Submarins perduts           | 100               | 781               |

Balanç dels submarins alemanys durant les dues Guerres Mundials
Amb aquestes dades a la mà es pot veure que en realitat els submarins alemanys de la Primera Guerra Mundial van demostrar un rendiment per submarí moltíssim més elevat que els de la Segona Guerra Mundial, encara que el resultat final sigui lleugerament favorable a l'alça per la Segona Guerra Mundial. Lluny de ser la falta de desenvolupament dels submarins un problema va ser una "benedicció" pels alemanys que en ser ràpidament desenvolupats no van trobar resistència per part dels altres submarins menys efectius. Un altre avantatge fou la baixa efectivitat dels sistemes antisubmarins, ja que mai fins aleshores s'havien necessitat i, per tant, eren molt primitius.

#### La batalla del Pacífic
La batalla submarina del Pacífic va seguir l'exemple de la batalla submarina de l'Atlàntic, encara que amb una intensitat i destrucció menors. Per la banda del Japó es van construir tant submarins gegantins, com els de la classe STO* que eren els submarins més grans fins llavors, com minisubmarins tripulats per tan sols dues o tres persones. Tot i que el Japó posseïa una flota submarina força completa a l'hora de la veritat aquesta va ser utilitzada majoritàriament pel transport de subministraments vitals per les remotes posicions japoneses per tot el Pacífic i els enfonsaments importants de submarins japonesos van ser escassos. Per altra banda els minisubmarins van ser utilitzats amb una efectivitat molt mediocre, ja que, encara que van enfonsar algun mercant, no van suposar un gran perill per la flota nord-americana. Els seus principals defectes eren una escassa autonomia i poc armament. Per altra banda, i quan la victòria nord-americana ja era pròxima els submarins kamikazes, coneguts com a Kaiten, van aconseguir enfonsar alguns vaixells d'envergadura.

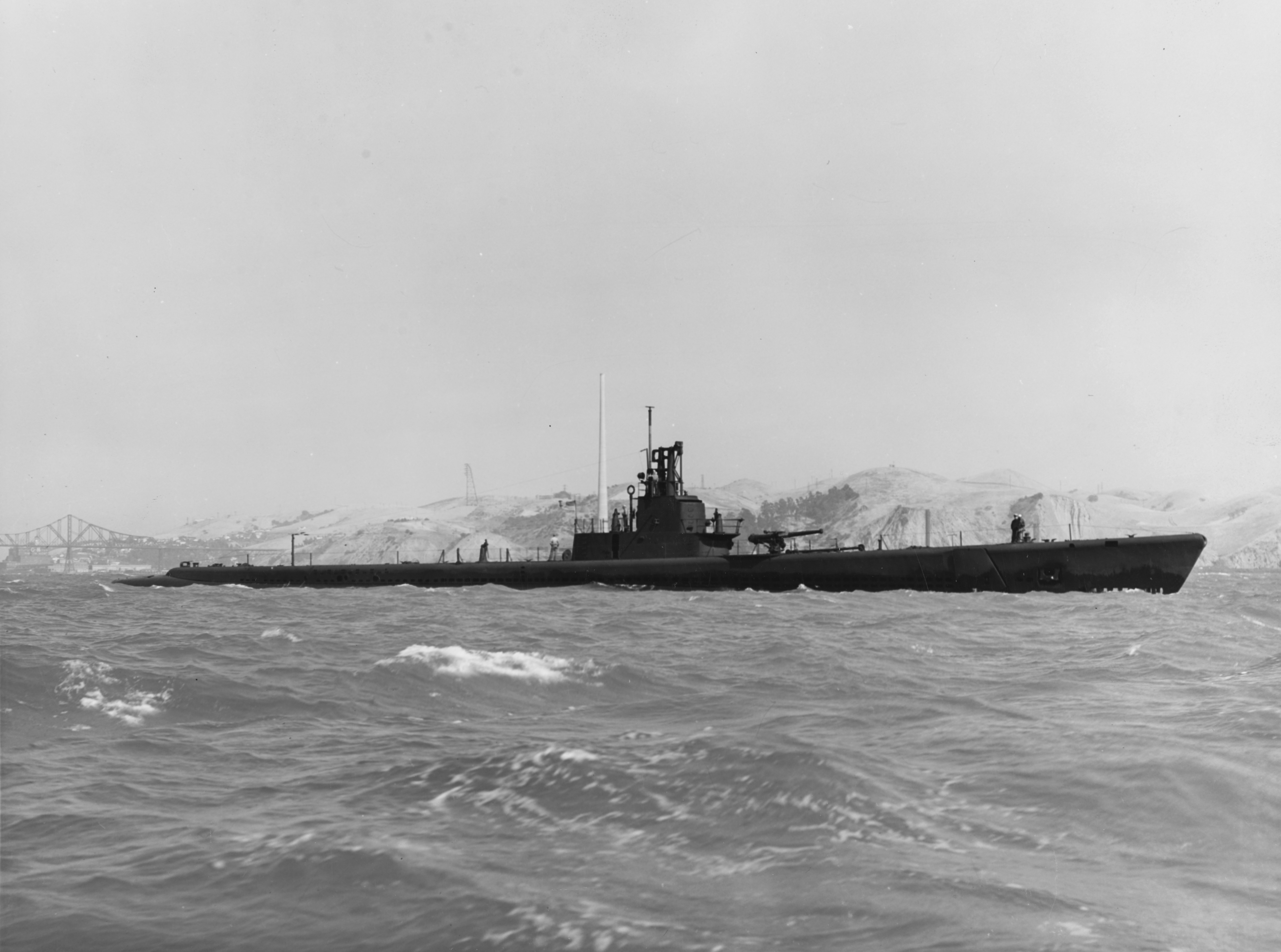
L'USS Wahoo l'any 1943, un submarí americà de la classe "Gato" que va actuar al pacífic durant la 2a Guerra Mundial.

L'autèntic potencial dels submarins va ser aprofitat per l'armada nord-americana, que seguint l'exemple dels U-Boot alemanys van servir per atacar la flota mercant nipona, i així la flota de submarins nord-americans va enfonsar, només durant el mes d'octubre de 1944, una vintena part de la flota mercant japonesa, la qual al final del conflicte l'any 1945 va quedar relegada a una cinquena part del que havia estat. Aquesta desfeta va ser causada per la conjunció de diversos factors; l'escàs tonatge, o nombre de vaixells, la incapacitat de reemplaçar les unitats perdudes, la descoordinació dels combois, en la pràctica inexistents i la gran eficàcia dels submarins nord-americans. Tot això va provocar un col·lapse total en la logística marítima nipona. El cas del Japó prova fins a quin punt, els atacs submarins, podien haver estat efectius per tal d'estrangular les comunicacions transatlàntiques, ja que en aquest cas si que van portar al col·lapse de la potentíssima indústria japonesa. Aquest col·lapse va comportar que els recursos recent adquirits pels èxits militars japonesos no es poguessin transportar a la metròpoli i que un cop acabada la 2a GM hi hagués prop de quatre milions de militars nipons que pel fet de no haver estat transportats havien quedat aïllats per mar sense haver-se enfrontat a l'enemic.
La flota de submarins nord-americana també va tenir un paper molt destacat en l'anul·lació de la flota japonesa quan diversos submarins van participar en l'enfonsament del cuirassat Yamato i d'alguns dels portaavions japonesos, veritables espines dorsals de l'esmentada flota. Com es pot observar en la Batalla de l'Atlàntic la guerra submarina queda quasi com una exclusiva de l'armada alemanya, ja que tot i no ser l'únic bàndol en fer servir submergibles sí que en va ser el més clar exponent. De la mateixa manera en aquest fet hi ha una de les claus que van permetre que Alemanya arribés a dominar tot Europa i a quasi sotmetre Gran Bretanya, encara que no va evitar la ruïna final de l'estat alemany, però si que potser la va posposar. Per altra banda, i confirmant les paraules anteriors hi ha el desenvolupament de la batalla del Pacífic, on, els submarins si que van acabar sent claus per a la victòria del que els va fer servir de la forma més eficient.

### Els submarins militars moderns
Després de l'experiència de la Segona Guerra Mundial es veié que calia submarins dissenyats per atacar sempre en immersió i tenir-hi les màximes prestacions possibles (autonomia, velocitat, propulsió silenciosa, etc.). Part d'aquests problemes se solucionaren amb la propulsió nuclear així com l'ús de nous materials i tecnologies. Per altra banda amb el desenvolupament de l'armament nuclear i els míssils de creuer els submarins esdevingueren plataformes d'armament capaces de causar una gran destrucció terra endins, suposant un factor clau en la projecció de poder i la dissuasió durant la Guerra Freda.

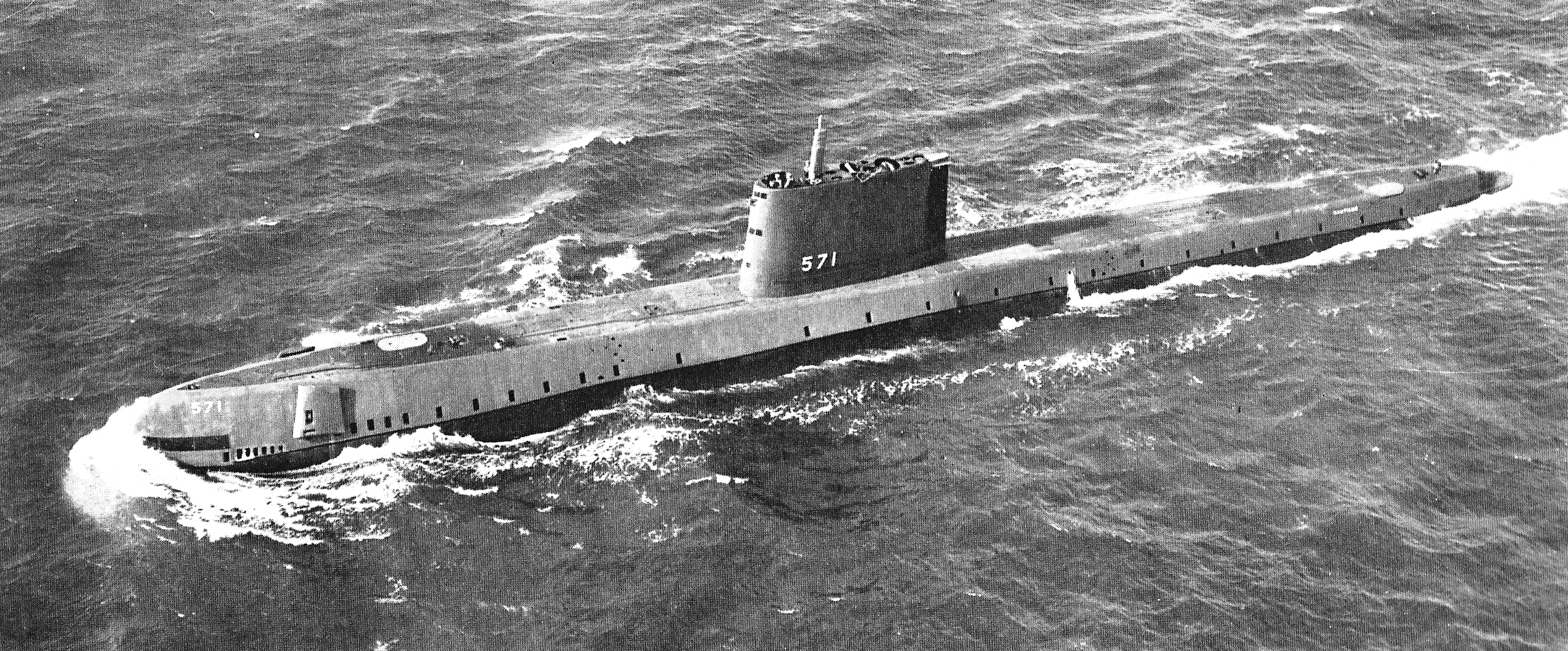
L'USS Nautilus, primer submarí nuclear, l'any 1955.

Durant la dècada de 1950 l'energia nuclear va substituir parcialment la típica propulsió dièsel-elèctrica dels submarins. També es van equipar als submarins amb equips d'electròlisi per tal de generar oxigen a partir de l'aigua del mar. Aquestes innovacions varen permetre augmentar la capacitat de permetre submergits en gran manera, passant d'unes hores a setmanes o fins i tot mesos. Un cas emblemàtic és el de l'USS Nautilus (primer submarí amb propulsió nuclear) que va realitzar la travessa de l'oceà Àrtic per sota el casquet polar i arribà al pol Nord l'any 1958. L'any 1960 l'USS Triton superà aquesta gesta realitzant la primera volta al món en immersió. La majoria dels submarins dels Estats Units d'Amèrica i la Unió Soviètica construïts durant la Guerra Freda han estat propulsats amb reactors nuclears, esdevinguen les provisions i la moral de la tripulació (degut a la limitació d'espai) les limitacions principals del temps d'immersió.

## Usos

### Militar

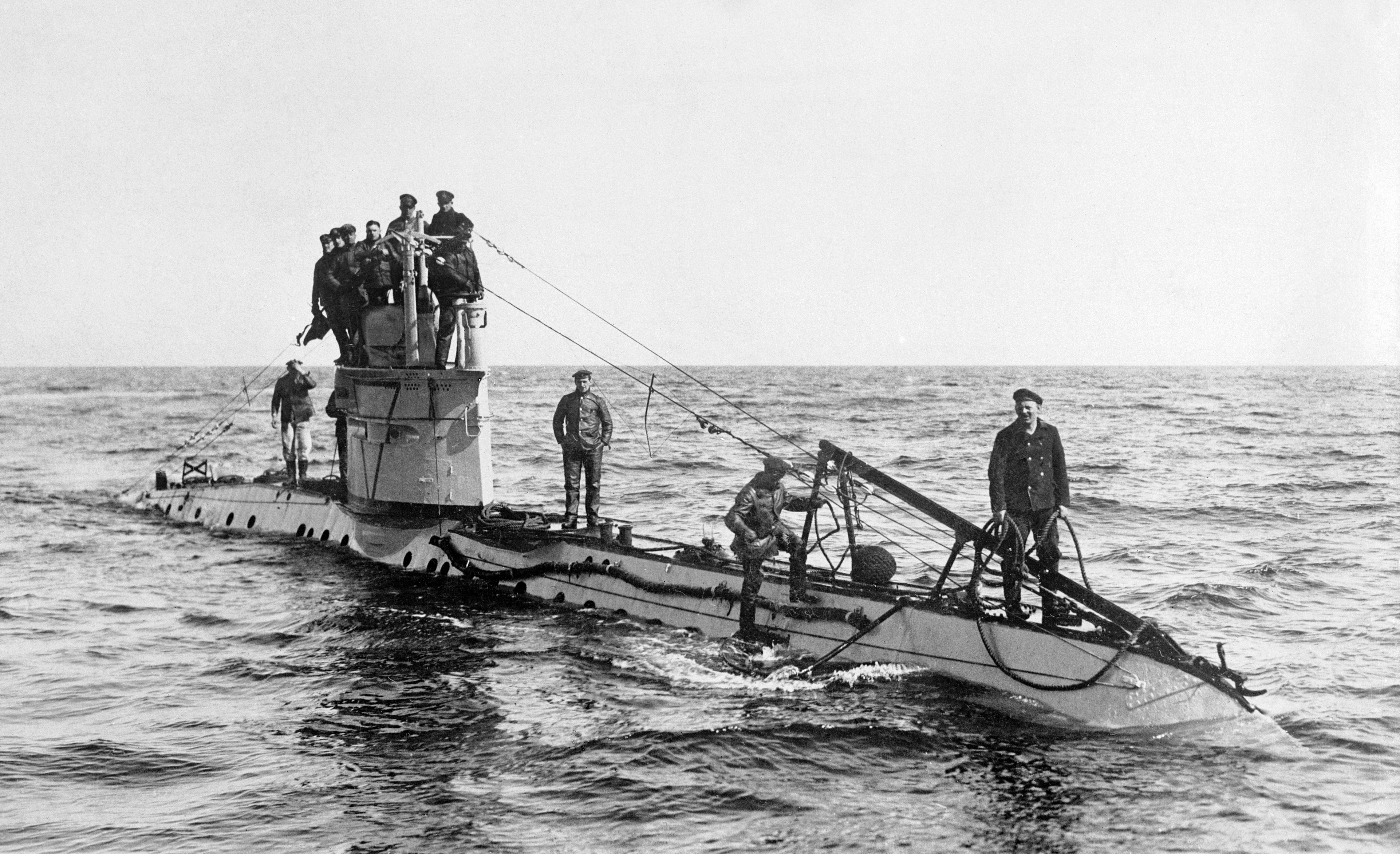
Submarí alemany de la I Guerra Mundial Tipus UC-1

Com es deia en l'apartat anterior, abans i durant la Segona Guerra Mundial, el rol principal del submarí era la guerra contra unitats de superfície. Els submarins podien atacar tant en superfície com submergits, emprant torpedes o (en superfície) peces de coberta. Foren particularment efectius en l'enfonsament del tràfic transatlàntic Aliat durant ambdues Guerres Mundials, així com en la disrupció de les rutes d'abastiment japoneses i operacions navals al Pacífic durant la Segona Guerra Mundial.
Els submarins minadors foren desenvolupats a principis del segle xx. Aquesta capacitat s'emprà en les dues Guerres Mundials. Els submarins també es van fer servir per inserir i extraure agents encoberts i forces militars, recol·lecció d'informació i rescat d'aviadors durant atacs a illes, prèvia informació als aviadors de llocs segurs per fer amaratges on poder ser rescatats pels submarins. Els submarins podien transportar càrrega a través d'aigües hostils així com proveir d'altres submarins.
Els submarins usualment podien localitzar i atacar altres submarins només si aquests eren a superfície, tot i que l'HMS Venturer aconseguí enfonsar l'U-864 amb una andanada de 4 torpedes mentre ambdós eren submergits. Els britànics desenvoluparen un submarí anti-submarí durant la Primera Guerra Mundial, la classe R. Després de la Segona Guerra Mundial, amb el desenvolupament del torpede guiat, millors sistemes de sonar i propulsió nuclear, els submarins foren capaços de caçar-se els uns als altres amb efectivitat.
El desenvolupament del míssil balístic de llançament submarí i del míssil de creuer donà als submarins una habilitat substancial i de llarg abast per atacar tan objectius a terra com al mar, amb una varietat d'armes que van des de munició clúster fins a caps nuclears.

Ombres acústiques dels submarins

La principal defensa d'un submarí recau en la seva habilitat per romandre amagat a les profunditats de l'oceà. Els primers submarins podien ser detectats pel soroll que feien. L'aigua és un conductor excel·lent del so (molt millor que l'aire), i els submarins poden detectar i seguir les unitats de superfície, comparativament més sorolloses, des de llargues distàncies. Els submarins moderns són construïts amb èmfasi en el sigil.
Dissenys avançats de propulsors, aïllament extensiu reductor de so i maquinària especial ajuden un submarí a romandre tan silenciós com el so d'ambient de l'oceà, tot fent-lo difícil de detectar. Cal tecnologia especialitzada per trobar i atacar submarins moderns.
El sonar actiu fa servir el reflex del so emès des del dispositiu de cerca per detectar submarins. S'ha emprat des de la Segona Guerra Mundial per vaixells, submarins i aeronaus (via boies llançades per avions o sondes de "cata" des d'helicòpters), però comporta la desavantatge de donar la pròpia posició de l'emissor i és susceptible a contra-mesures.
Un submarí militar confinat és una autèntica amenaça, i a causa del seu sigil, pot forçar una flota enemiga a esmerçar recursos pentinant grans àrees d'oceà i protegint vaixells contra possibles atacs. Aquest avantatge va ser vivament demostrat a la Guerra de les Falkland el 1982, quan el submarí nuclear britànic HMS Conqueror enfonsà el creuer argentí ARA General Belgrano.
Després de l'enfonsament l'Armada Argentina va reconèixer que no tenien cap defensa efectiva contra un atac submarí, i la flota de superfície argentina hagué de retirar-se a port durant la restà de la guerra, malgrat que un submarí argentí romangué al mar.

### Civil
Malgrat que la majoria dels submarins de Món són militars, n'hi ha alguns de civils. Tenen diversos usos, incloent-hi turisme, exploració, inspeccions de plataformes petrolieres i de gas, així com revisions d'oleoductes.
El primer submarí turístic fou botat l'any 1985, i pel 1997 n'hi havia 45 operant arreu del món. Submarins amb una profunditat d'immersió límit de 400-500 peus (120-150 m) són operats en
diverses àrees arreu del Món, habitualment en fons d'entre 100-120 peus (30-37 m), amb una capacitat de 50 a 100 passatgers. En una operació típica (per exemple, els submarins Atlantis), un vaixell de superfície porta els passatgers fins a una àrea d'operacions d'altura, on els passatgers són transbordats al submarí. Aleshores, el submarí visita punts d'interés submergits, normalment esculls tant naturals com artificials. Per emergir amb seguretat sense risc de col·lisió, la posició del submarí es marca amb una emissió d'aire i el moviment cap a la superfície és coordinat per un observador en una embarcació de suport.
Un desenvolupament recent són els anomenats “narco-submarins” dels narcotraficants sud-americans per tal d'evadir la detecció per part de les forces de l'ordre. Tot i que ocasionalment despleguen autèntics submarins, la majoria són semi-submergibles autopropulsats, on una part de l'embarcació roman sobre l'aigua en tot moment. El setembre del 2011, les autoritats colombianes capturaren un submergible que podia portar una tripulació de 5 membres, i valorat en 2 milions de dòlars (USD). Aquesta nau pertanyia a les FARC i tenia capacitat per a portar com a mínim 7 tones de drogues.

## Tecnologies dels submarins

### Immersió
Totes les naus de superfície, així com els submarins en superfície, es troben en una condició de flotació positiva, pesant menys que el volum d’aigua que podrien desplaçar si estiguessin totalment submergits. Per submergir-se hidroestàticament, una nau ha de tenir flotació negativa, ja sigui incrementant el seu propi pes o reduint el seu desplaçament d’aigua. Per controlar el seu pes, els submarins han de tenir tancs de llast, els quals poden aguantar diferents quantitats d’aigua i aire.

Esquema dels tancs de llast i superfícies de control

Per imersió o emersió general, els submarins empren els tancs davanters i posteriors, anomenats Tancs Principals de Llast, o MBTs(de l'anglès "Main Ballast Tanks), els quals s'omplen d'aigua per submergir-se o d'aire per emergir.
En immersió, els MBTs generalment romanen inundats, cosa que en simplifica el seu disseny, i en molts submarins aquests tancs són una secció de l'espai entre bucs. Per un control més precís i ràpid de la profunditat, els submarins empren els més petits Tancs de Control de Profunditat, o DCTs - també anomenats tancs durs a causa de la seva capacitat d'aguantar una pressió més alta. La quantitat d'aigua als tancs de control de profunditat es pot controlar per variar la profunditat o per mantenir-ne una de constant si les condicions exteriors (principalment la densitat de l'aigua) varien. Els DCTs poden estar situats tant prop del centre de gravetat del submarí, o bé separats al llarg del cos del submarí per prevenir una afectació de l'estabilitat.

Aquesta gràfica ens mostra el sistema de immersió i emersió.

En immersió, la pressió de l'aigua sobre el buc del submarí pot arribar a 4 MPa pels submarins fets d’acer i 10 MPa pels de titani com el K-278 Komsmolets, mentre que la pressió interior roman relativament invariable. Aquesta diferència comporta compressió del buc, la qual disminueix el desplaçament. La densitat de l’aigua també s’incremente marginalment amb la profunditat, a mesura que la salinitat i la pressió són majors. Aquest canvi en la densitat es compensa incompletament per la compressió del buc, perquè la flotació decreix a mesura que la profunditat incrementa. Un submarí submergit es troba en equilibri inestable, amb tendència tant a caure com a flotar cap a la superfície. Mantenir una profunditat constant requereix operar continuadament tant dels tancs de control de profunditat com les superfícies de control.
Els submarins en condició de flotació neutre no són intrínsecament estables. Per mantenir l'estabilitat desitjada, els submarins fan servir els tancs d’estabilització davanters i posteriors. Amb bombes es pot moure l’aigua entre aquests, tot canviant la distribució, apuntant momentàniament en submarí amunt o avall. Un sistema similar és emprat a voltes per mantenir l'estabilitat.

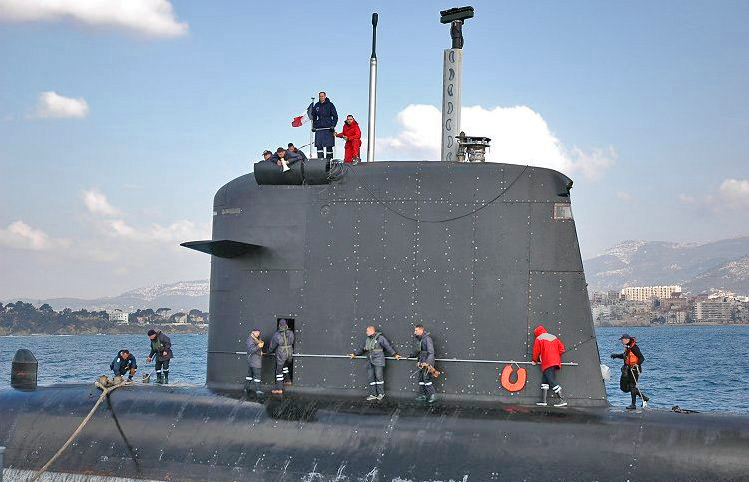
Vela del submarí nuclear francès "Casabianca"; observeu els plans d'immersió, arboradura camuflada, periscopi, mastils de guerra electrònica, etc...

L'efecte hidroestàtic de tancs de llast variables no és l’única forma de controlar un submarí sota l’aigua. La maniobrar amb la hidrodinàmica es realitza amb diverses superfícies (o “plans”), els quals poden ser moguts per crear forces hidrodinàmiques quan el submarí es mou a prou velocitat. Els plans de popa, situats prop de l’hèlix i normalment horitzontals, obeeixen el mateix propòsit que els tancs d’estabilització, tot controlant l'estabilitat, i són emprats generalment, mentre que altres tipus de superfícies poden no ser presents en tots els submarins. Els anomenats “plans d’immersió” a la torre (o vela) i/o a la proa, ambdós també horitzontals, són més propers al centre de gravetat, i es fan servir per controlar la profunditat amb menys efecte en l'estabilitat.
Quan un submarí realitza una emersió d’emergència, tots els mètodes de profunditat i estabilització s’empren alhora, juntament amb la propulsió de la nau cap amunt. Aquest tipus de sortida a superfície és molt ràpida, i en conseqüència el submarí pot saltar parcialment fora de l’aigua, amb potencials danys pels sistemes del submarí.

### Buc

#### Visió general

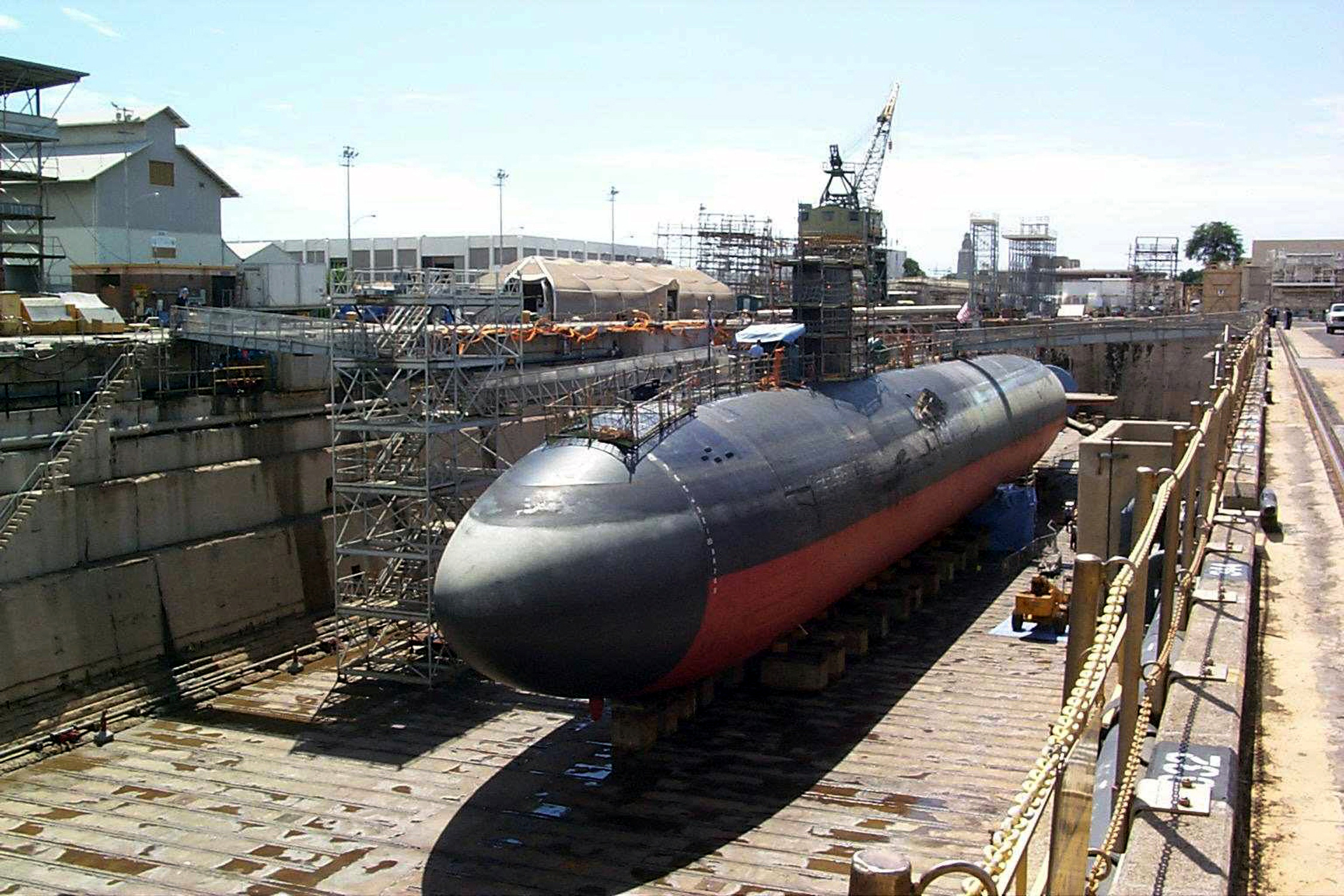
El submarí nuclear d'atac de classe Los Angeles USS Greenville (SSN 772) en dic sec, tot mostrant el típic buc en forma de cigar o "llàgrima"

Els submarins moderns tenen forma de cigar. Aquest disseny, visible en els submarins primerencs (vegeu més avall) és a voltes anomenat “buc de llàgrima”. Aquest redueix la fricció hidrodinàmica quan es troba submergit, però en redueix les capacitats de navegació i n’incrementa la fricció quan es troba en superfície. Mentre que les limitacions dels sistemes de propulsió els forçaven a operar en superfície la major part del temps, els dissenys dels seus bucs eren una adaptació. A causa de les lentes velocitats en immersió d’aquells submarins, sovint per sota dels 10 nusos (18km/h), l’increment de la fricció en navegació sota l’aigua era acceptable. A la fi de la Segona Guerra Mundial, quan la tecnologia permeté operar més ràpid i més temps en immersió, i la vigilància aèria forçà els submarins a romandre submergits, els dissenys dels bucs tornaren a ser en forma de llàgrima per reduir la fricció i el soroll. En els submarins militars moderns el buc exterior és cobert amb una capa de goma absorbidora del so, anomenades plaques anecoiques, per reduir la detecció i la vigilància aèria forçà els submarins a romandre submergits, els dissenys dels bucs tornaren a ser en forma de llàgrima per reduir la fricció i el soroll. En els submarins militars moderns el buc exterior és cobert amb una capa de goma absorbidora del so, anomenades plaques anecoiques, per reduir la detecció.
Els bucs de pressió ocupats dels submarins d’immersió profunda com ara el DSV Alvin són esfèrics en lloc de cilíndrics. Això permet una millor distribució encara de l'estrès del buc a gran profunditat. Sovint es fixa una placa de titani al buc de pressió, proporcionant ancoratge pels sistemes de llast i navegació, instruments científics, bateries, espuma de flotació sintàctica i il·luminació
Una torre elevada al capdamunt del submarí acomoda el periscopi i màstils electrònics, els quals poden incloure la ràdio, radar, guerra electrònica (EW), i altres sistemes com ara el màstil snorkel. En diverses de les classes primerenques de submarins (veure Història), la sala de control, o “conn”, era situada dins aquesta torre, que era coneguda com a “conning tower”. Des d’aleshores s’ha situat dins del buc del submarí, i la torre és coneguda ara com a “vela”. El “conn” és diferent del “pont”, una petita plataforma oberta al capdamunt de la “vela”, emprada per observació quan s’opera en superfície.
Les “banyeres”, tot i que relacionades amb les “conning towers”, són emprades avui només en submarins petits. La banyera és un cilindre metàl·lic que encercla l'escotilla i que evita que les ones trenquin directament a la cabina. Això és necessari a causa del limitat francbord, això és, que queden baixos sobre l’aigua. Les “banyeres” ajuden a evitar la inundació de la nau.

#### Bucs únics i dobles

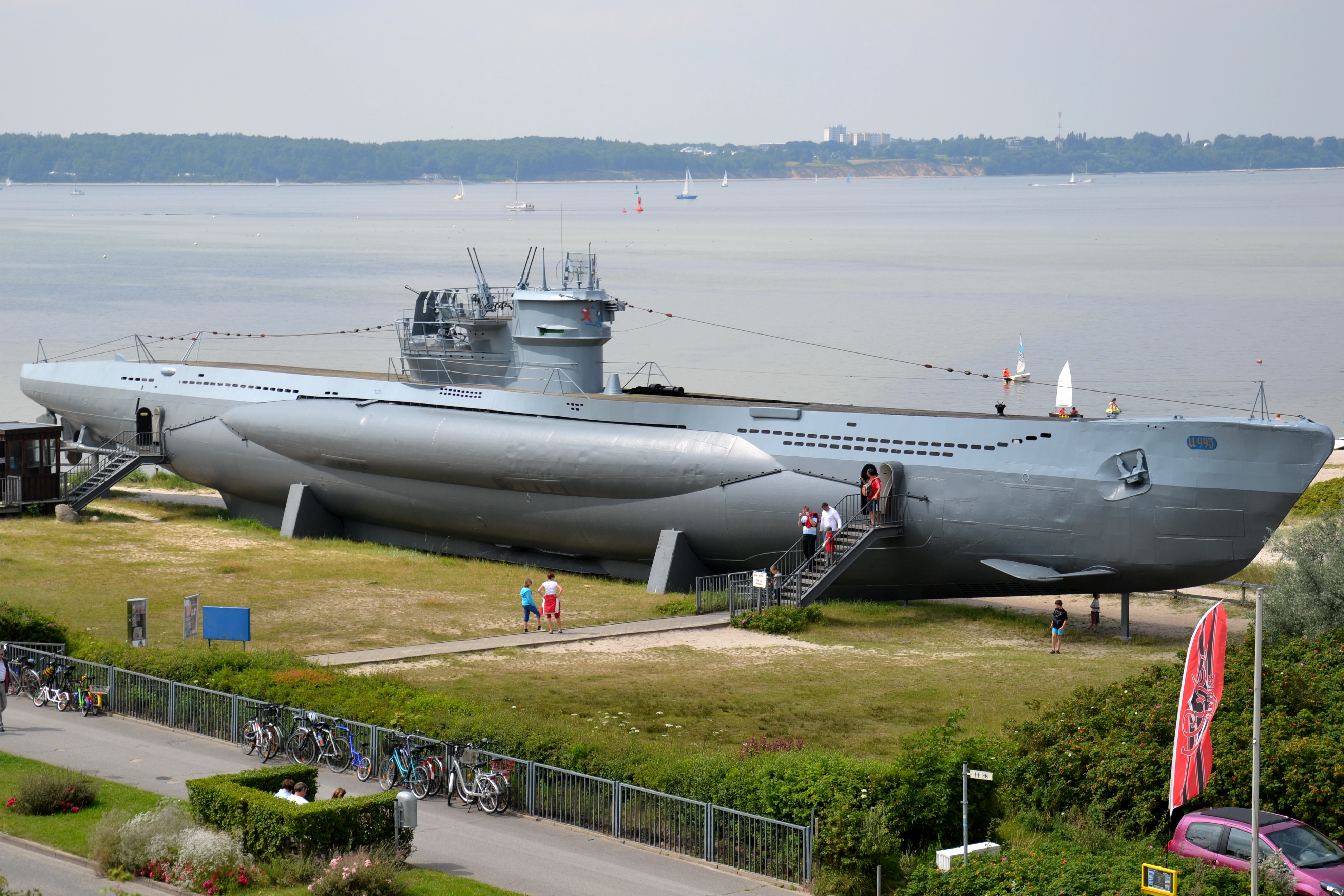
U-995, un submarí del Tipus VIIC/41 tot mostrant la típica combinació de buc exterior no estanc en forma de vaixell amb el voluminós buc de pressió a sota

Els submarins i submergibles moderns, com també els més antics, tenen normalment un buc únic. Els grans submarins tenen generalment un buc addicional o seccions de buc a l'exterior. Aquest buc exterior, que de fet dona la forma al submarí, és anomenat buc exterior o buc lleuger, perquè no ha d’aguantar la diferència de pressió. Dins del buc exterior hi ha un més buc fort, o buc de pressió, el qual aguanta la pressió del mar i té dins la pressió atmosfèrica normal.
Tan aviat com a la Primera Guerra Mundial, es va comprendre que la forma òptima per aguantar la pressió entrava en conflicte amb la forma òptima per la navegació i mínima fricció, i les dificultats de construcció complicaren encara el problema. Aquest fou solucionat o bé amb una forma de compromís, o bé emprant dos bucs; intern per aguantar la pressió i extern per la forma òptima. Fins al final de la Segona Guerra Mundial, la majoria dels submarins tenien una coberta al damunt, a proa i popa, feta de metall prim, que era inundada quan es submergia. Alemanya va anar més enllà amb el submarí de la Classe XXI, el predecessor general dels submarins moderns, en el qual el buc de pressió estava completament encapsulat dins el buc lleuger, però optimitzar per la navegació submergida, a diferència dels dissenys primerencs, que eren optimitzats per operar en superfície. 

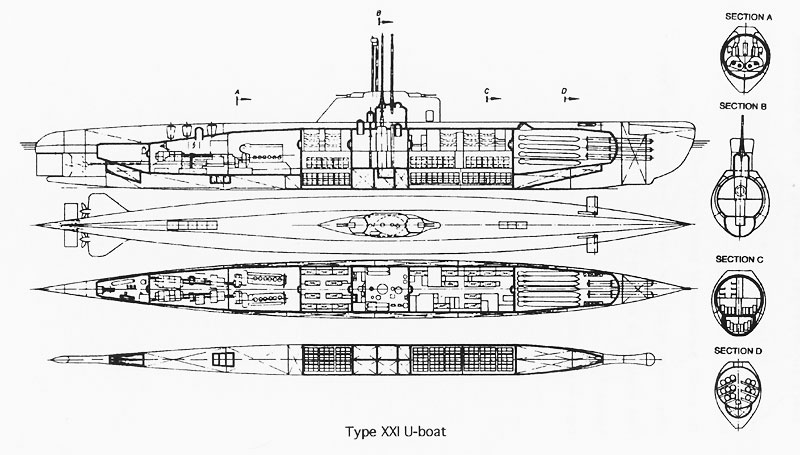
Submarí de Tipus XXI, finals de la IIGM, amb el buc de pressió quasi encapsulat dins el buc lleuger.

Després de la Segona Guerra Mundial, els dissenys es bifurcaren. La Unió Soviètica canvià llurs dissenys, tot basant-los en els desenvolupaments alemanys. Tots els submarins pesants soviètics i russos posteriors a la Segona Guerra Mundial foren construïts amb una estructura de doble buc. Els submarins americans i la majoria d'altres submarins occidentals canviaren cap a una aproximació al buc únic. Encara tenien seccions de buc lleuger a la proa i la popa, que allotjaven els tancs de llast principals (MBTs) i proveïen una forma hidrodinàmicament optimitzada, però la secció principal del buc cilíndric té una sola capa de recobriment. Els submarins de doble buc s’estan considerant per a futurs dissenys als Estats Units per millorar la capacitat de càrrega, sigil i autonomia.

#### Buc de pressió
El buc de pressió està construït generalment d’acer gruixut d’alta resistència, amb una estructura complexa i elevada reserva de resistència, i és separat amb mampares impermeables en diversos compartiments. Hi ha exemples també de diversos bucs en un submarí, com la classe Typhoon, la qual disposa de dos bucs de pressió principals i tres de menors per la sala de control, torpedes i sistema de propulsió, amb uns sistema de llançament de míssils entre els dos bucs principals. 

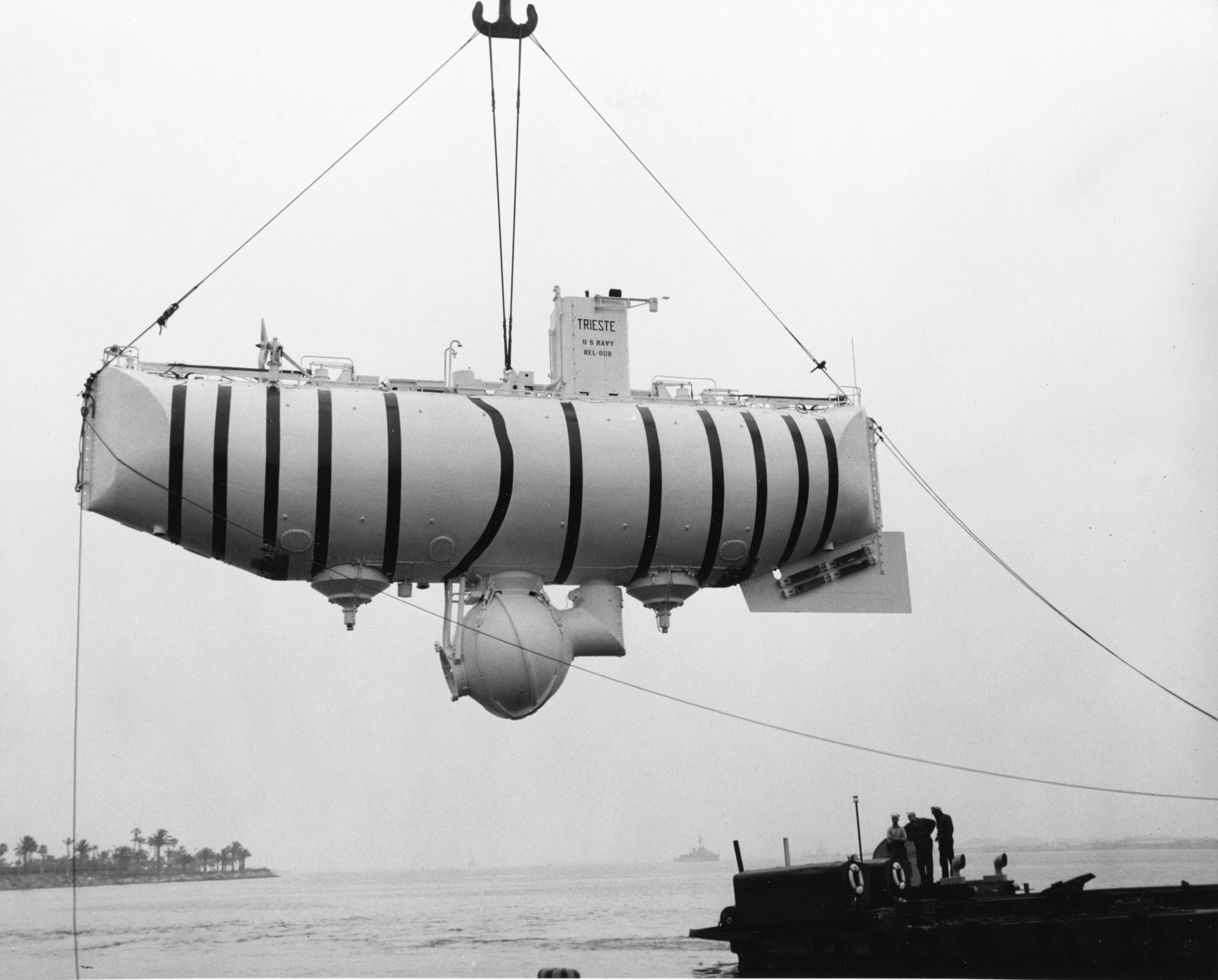
El 1960, Jacques Piccard i Don Walsh foren les primeres persones en explorar la part més profunda dels oceans, i el lloc més profund en la superfície de l'escorça terrestre, a bord del batiscaf Trieste, dissenyat per Auguste Piccard.

La profunditat d’immersió no es pot incrementar fàcilment. Solament engruixint el buc s’incrementa el pes i requereix una reducció del pes de l'equipament, resultant al final un batiscaf. Això és acceptable per a submergibles civils de recerca, però no pas per submarins militars. 
Els submarins de la Primera Guerra Mundial eren fets d'acer al carboni, amb una profunditat màxima de 100 metres (330 peus). Durant la Segona Guerra Mundial, l'acer d’aliatge d’alta resistència fou introduït, tot permetent profunditats d’immersió de 200 metres (660 peus). L’acer d’aliatge d’alta resistència roman com a material principal dels submarins actualment, amb profunditats de 250-400 metres (820-1.310 peus), les quals no poden ser superades en un submarí militar sense comprometre el disseny. Per excedir aquest límit, uns pocs submarins foren construïts amb bucs de titani. El titani pot ser més fort que l’acer, més lleuger, i no és ferro-magnètic, important pel sigil. Els submarins de titani foren construïts per la Unió Soviètica, la qual desenvolupà aleatges especialitzats d’alta resistència. Això produí diverses classes de submarins de titani. Els aliatges de titani permeten un major increment en profunditat d’immersió, però altres sistemes han de ser redissenyats per assolir-la, doncs la profunditat de proves era limitada a 1.000 metres (3.300 peus), pel submarí soviètic K-278 Komsomolets, el submarí de combat que més major profunditat ha assolit. Un submarí de Classe Alfa, podria haver operat amb èxit a 1.300 metres (4.300 peus), malgrat que operar continuadament en aquestes profunditats podria produir un excessiu estrés en molts sistemes del submarí. El titani no es flexiona tan ràpidament com l’acer, i pot resultar trencadís després de diversos cicles d’immersió. Malgrat els seus beneficis, l’alt cost de la construcció am titani portà a l’abandonament de la producció de submarins fets de titani quan la Guerra Freda acabà. Els submarins civils per a grans profunditats han emprat bucs de pressió acrílics gruixits.   
El batiscaf, o vehicle d’immersió profunda (DSV en anglès), que ha assolit més profunditat fins avui és el Trieste. El 5 d’octubre de 1959, el Trieste partí de San Diego rumb a Guam a bord del mercant Santa Maria per participar en el Projecte Nekton, unes sèries d’immersions molt profundes a la Fossa de les Marianes. El 23 de gener de 1960, el Trieste assolí el fons de l’oceà a la Challenger Deep (la part més profunda del sud de la Fossa de les Marianes), tripulat per Jacques Piccard (fill d’Auguste) i el tinent Don Walsh (US Navy). Aquest fou el primer cop que una nau, tripulada o no, havia assolit el punt més profund dels oceans de la Terra. Els sistemes d’abord indicaren una profunditat d'11.521 metres (37.799 peus), malgrat que fou posteriorment corregida a 10.916 metres (35.814 peus) i mesuraments més acurats fets el 1995 han trobat que la Challenger Deep lleugerament menys profunda, a 10.911 metres (35.797 peus). 
Construir un buc de pressió és difícil, perquè ha de suportar pressions a la profunditat d’immersió requerida. Quan el buc és perfectament rodó en secció, la pressió està ben distribuïda, i només causa compressió del buc. Si la forma no és perfecta, el buc s’inclina, amb diversos punts severament tensionats. Inevitablement, les desviacions menors són resistides per anelles de reforç, però fins i tot una desviació d'una polzada (25 mm) de la rodonesa implica una reducció del voltant d'un 30 percent de la càrrega hidroestàtica màxima i conseqüentment, de la profunditat d’immersió. El buc ha de ser construït per tant amb alta precisió. Totes les parts del buc han de ser soldades sense defectes, i totes les juntures són comprovades diverses vegades amb diferents mètodes, contribuint a l’alt cost dels submarins moderns. (Per exemple, cada submarí d’atac de classe Virginia costa 2,6 miliards de dòlars, al voltant de 200.000 $ per tona de desplaçament.)  

### Propulsió

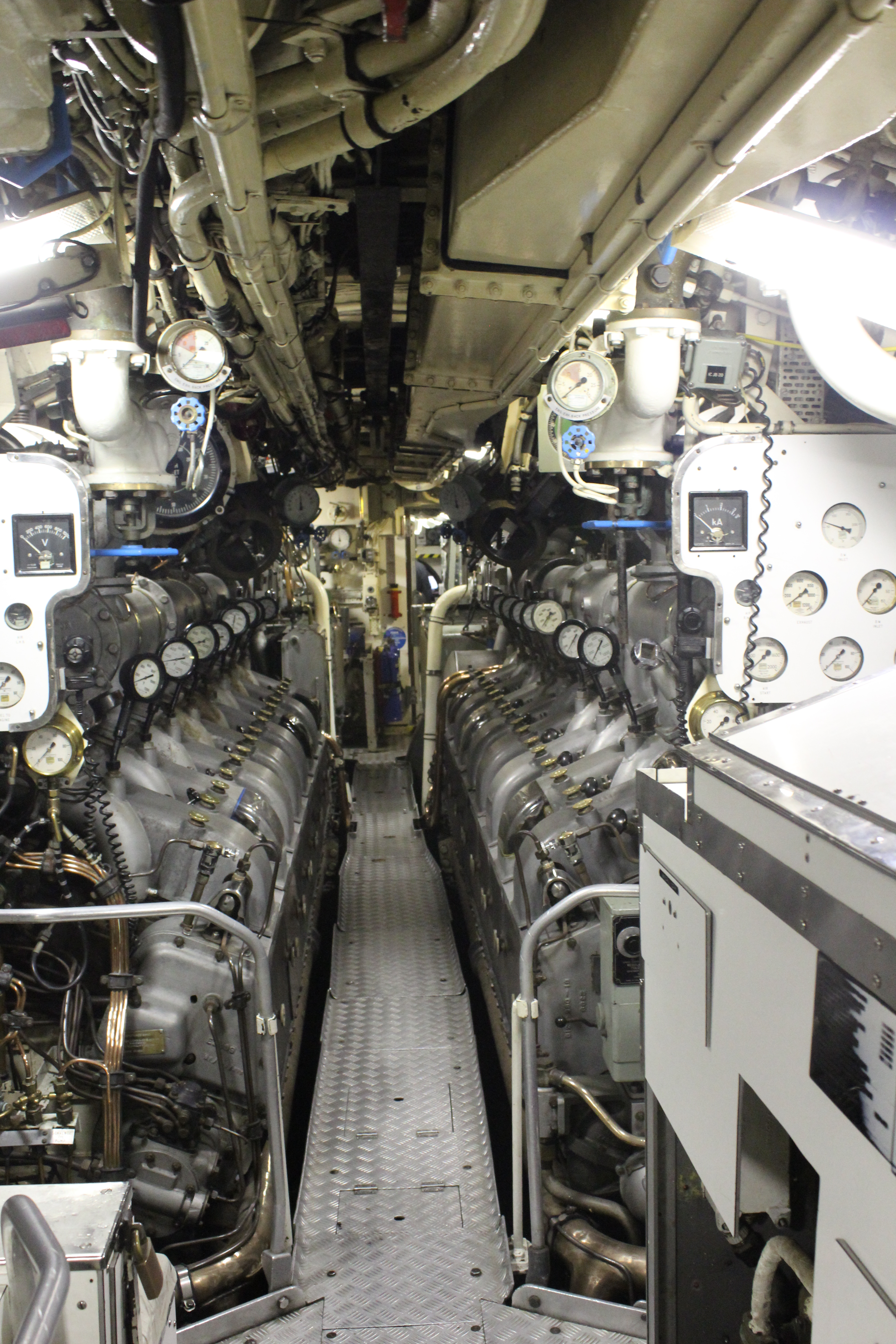
Sala de màquines del submarí HMAS Onslow (1969) (Royal Australian Navy)

Els primers submarins eren de propulsió humana. El primer submarí impulsat mecànicament va ser el francès Plongeur (1863), que feia servir aire comprimit per la propulsió. La propulsió anaeròbica va ser emprada per primer cop pel submarí català Ictineu II el 1864, el qual feia servir una solució de zinc, diòxid de manganès, i clorat de potassi per generar prou calor per donar energia a un motor de vapor mentre alhora proporcionava oxigen per la tripulació. Un sistema d'aquest tipus no fou tornat a fer servir de nou fins al 1940 quan la Kriegsmarine testà un sistema basat en peròxid d’hidrogen, la turbina Walter, al submarí experimental V-80 i després en l’U-791 i submarins de la classe XVII.
Fins a l’adveniment de la propulsió nuclear, la major part dels submarins del segle xx van fer servir bateries per navegar submergits i motors de gasolina (petroli) o dièsel en superfície i per recarregar bateries. Els primers submarins feien servir gasolina, però això fou abandonat aviat pel querosè (parafina), i després dièsel, a causa de la reduïda inflamabilitat. La dièsel/elèctrica esdevingué la forma estàndard de propulsió. El motor dièsel o de gasolina i l'elèctric, separats per embragatges, van ser inicialment en el mateix eix d'accionament de l'hèlix. L'embragatge entre el motor i l'eix es desenganxava quan el submarí es  submergia, de manera que el motor podria accionar l'hèlix. El motor podria tenir múltiples bieles en l'eix, el qual podia ser acoblat elèctricament en sèrie per a la velocitat lenta i en paral·lel d'alta velocitat (aquestes connexions s’anomenaren “group down” i “group up” respectivament).

#### Dièsel-elèctric
Els primers submarins empraren una connexió mecànica directa entre el motor i l’hèlix, canviant entre motors dièsel en navegació de superfície i motors elèctrics de bateries per propulsió en immersió.
El 1928, la l’Oficina d’Enginyeria de la US Navy proposà una transmissió dièsel-elèctrica. En lloc de moure l’hèlix directament mentre navegava en superfície, el motor dièsel del submarí conduïa un generador que podia tant carregar les bateries del submarí o portar el motor elèctric. Això feu la independent de la velocitat del motor dièsel a la velocitat del motor elèctric, perquè el dièsel podia funcionar a una velocitat no-crítica i òptima. On o més motors dièsels podien apagar-se per manteniment mentre el submarí continuava navegant amb els motors restants o amb potència de la bateria. Els Estats Units varen ser pioners d’aquest concepte el 1929. Amb els submarins de la classe S S-3,S-6 i S-7. Els primers submarins de producció en sèrie amb aquest sistema foren els de la classe Porpoise dels 1930, i fou emprat en la majoria dels submarins dièsel que els seguiren fins als anys 60. Cap altra marina de guerra adoptà aquest sistema excepte en la classe U de la Royal Navy, malgrat que alguns submarins de la Marina Imperial Japonesa empraren generadors dièsel separats per navegació a baixes velocitats.
Altres avantatges d’aquest arranjament eren que el submarí podia navegar lentament amb els motors a plena potència per recarregar les bateries ràpidament, reduint el temps en superfície o en snorkel. Aleshores fou possible aïllar els sorollosos motors dièsel del buc de pressió, fent el submarí més silenciós. Alhora, la transmissió dièsel-elèctrica era més compacta

#### SistemaSnorkel
Per poder recarregar les bateries (en el cas dels submarins dièsel/elèctrics) mentre es navega en immersió es disposa del sistema snorkel. El procediment consisteix en anivellar la nau a profunditat de periscopi, i desplegar el màstil snorkel. Tot seguit es poden activar els motors dièsel, ja que l'entrada d'aire permet la combustió i, a la inversa, els gasos resultants podran ser expulsats.

#### Propulsió anaeròbica

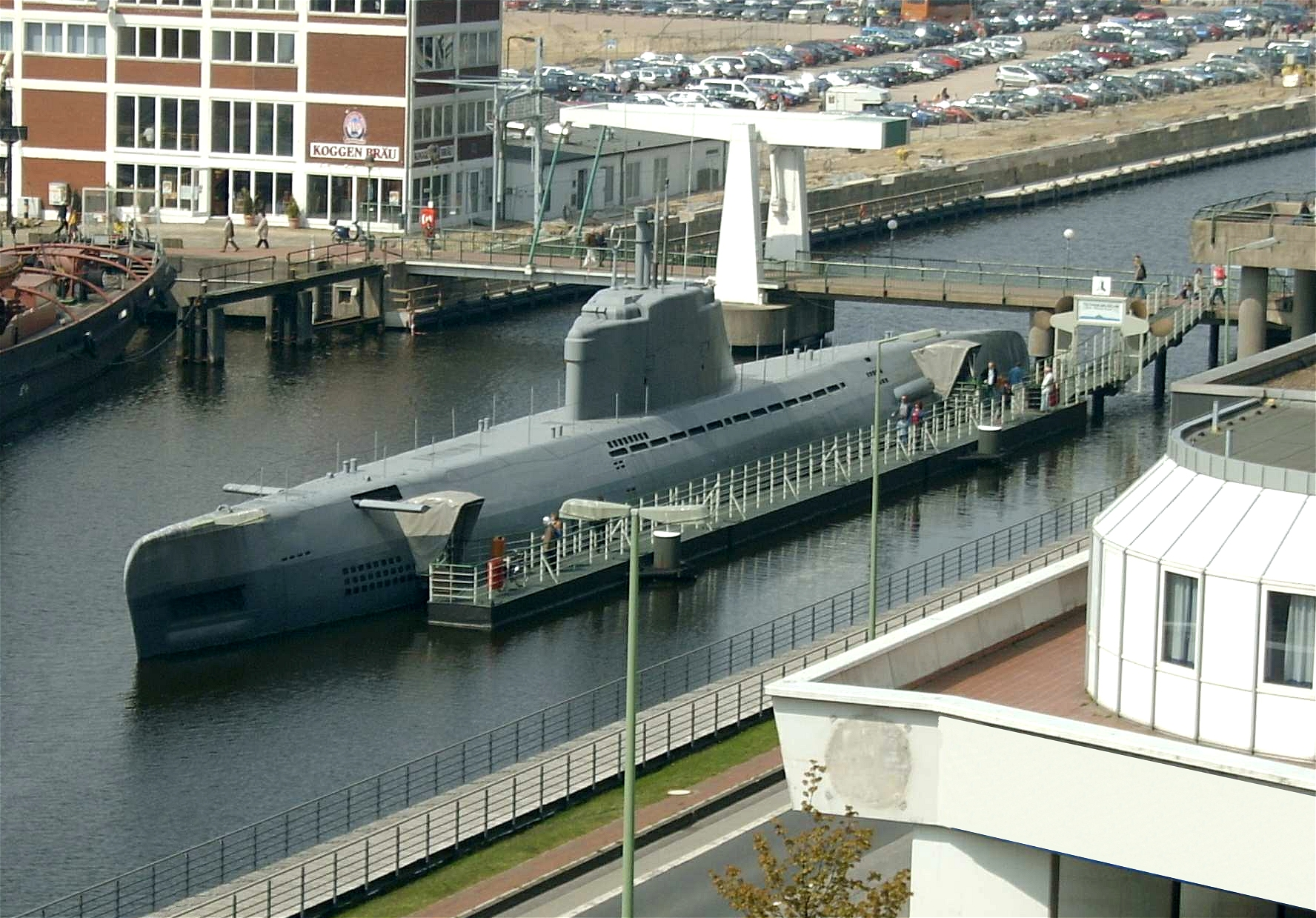
Submarí alemany del la classe XXI

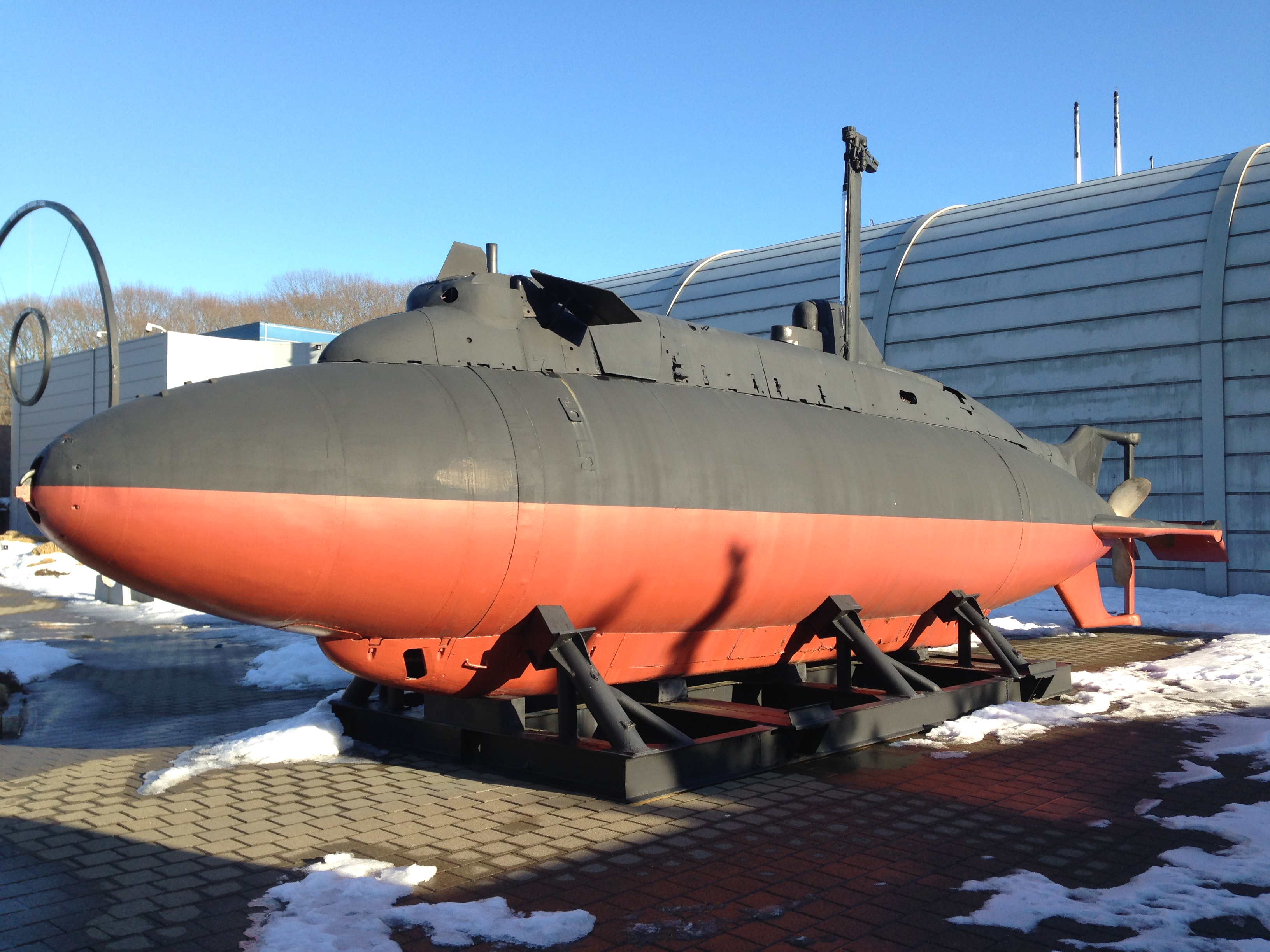
Minisubmarí estatunidenc X-1

Durant la Segona Guerra Mundial, els submarins alemanys de la classe XXI (també coneguts com a “Elektroboote”) foren els primers submarins dissenyats per operar submergits per llargs períodes. Inicialment havien de portar peròxid d’hidrogen per una ràpida propulsió anaeròbica durant temps perllongats, però al final foren construïts amb grans bateries. Al final de la guerra, els britànics i els soviètics experimentaren amb el motors de peròxid d’hidrogen/querosè (parafina) que podien navegar en superfície i submergits. Els resultats no foren encoratjadors. Malgrat que la Unió Soviètica desplegà una classe de submarins amb aquest tipus de motor (anomenats Quebec en codi OTAN), foren considerats un fracàs.
Els Estats Units també empraren peròxid d’hidrogen en un minisubmarí experimental, l’X-1. Originalment estava propulsat per un motor de peròxid d’hidrogen/dièsel i un sistema de bateries fins que patí una explosió del sistema de subministrament de peròxid d’hidrogen el 20 de maig de 1957. L’X-1 va ser reconvertit posteriorment per emprar un motor dièsel-elèctric.

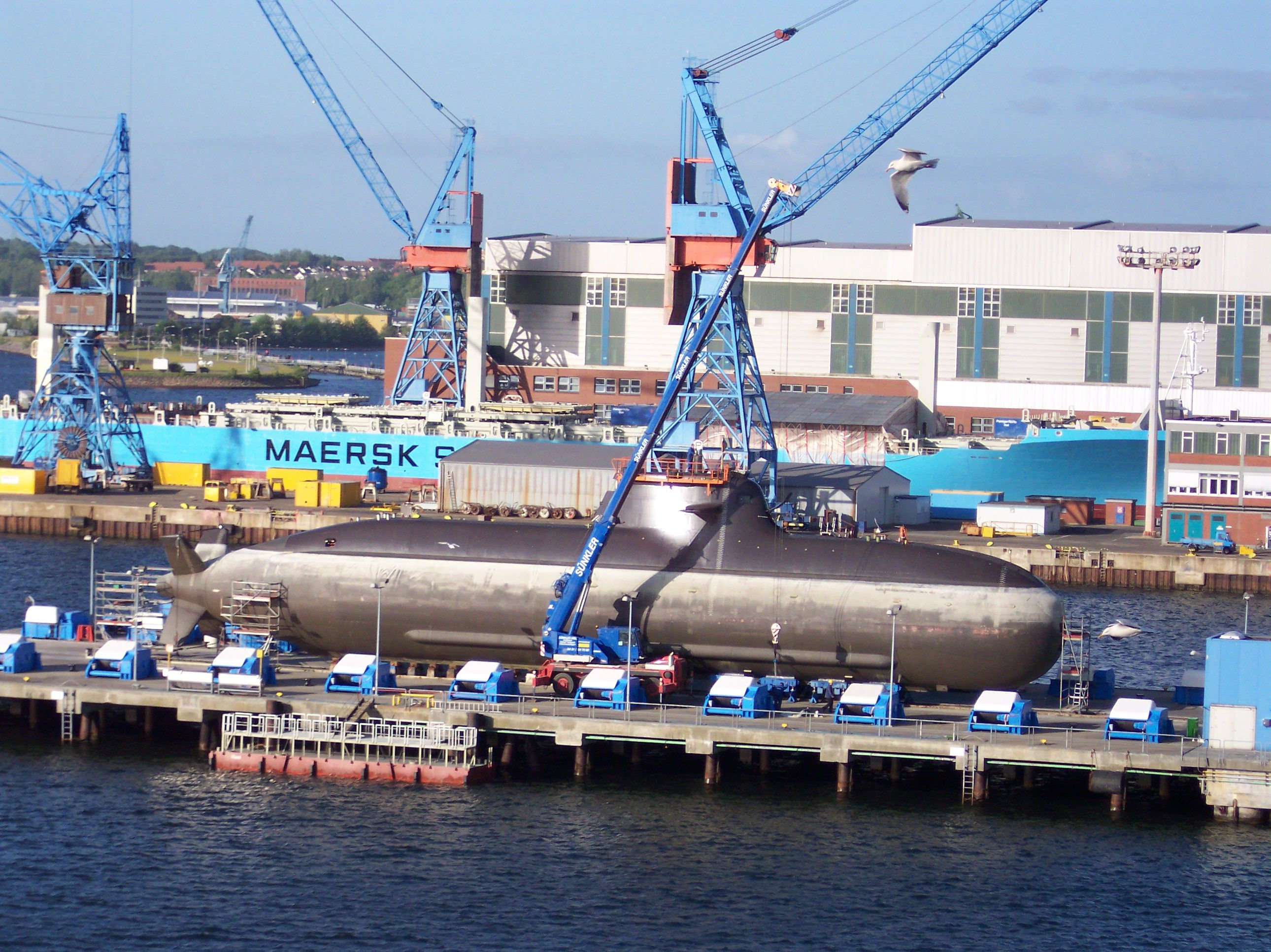
Submarí alemany de la classe 212

Avui diverses marines fan servir la propulsió anaeròbica. Destacadament, Suècia fa servir la tecnologia Stirling als submarins les classes classe Gotland i Södermanland. El motor Stirling és escalfat cremant combustible dièsel amb oxigen líquid des de tancs criogènics. Un nou desenvolupament en propulsió anaeròbica són les cel·les de d’hidrogen, emprades primer en els submarins alemanys de la classe 212 amb nou cel·les de 35 kW o dues de 120 kW i aviat serà emprat als submarins espanyols de la nova classe S-80.

#### Propulsió nuclear
La propulsió a vapor fou ressuscitada als anys 50 amb la turbina de vapor moguda amb energia nuclear, tot transmetent a un generador. Eliminant la necessitat d'oxigen atmosfèric, el temps que un submarí podia romandre submergit era limitat només per les serves reserves de menjar, mentre que l’aire per respirar es reciclava i l’aigua dolça es destil·lava de l’aigua salada. Més important encara, un submarí nuclear té una autonomia il·limitada a màxima velocitat. Això li permet navegar des del seu port base fins a la zona de combat en un temps molt més curt i dificulta d’apuntar per moltes de les armes antisubmarines. Els submarins a propulsió nuclear tenen una bateria relativament petita i una planta motriu/generadora dièsel per a ús d’emergència si els reactors s’han d’apagar.

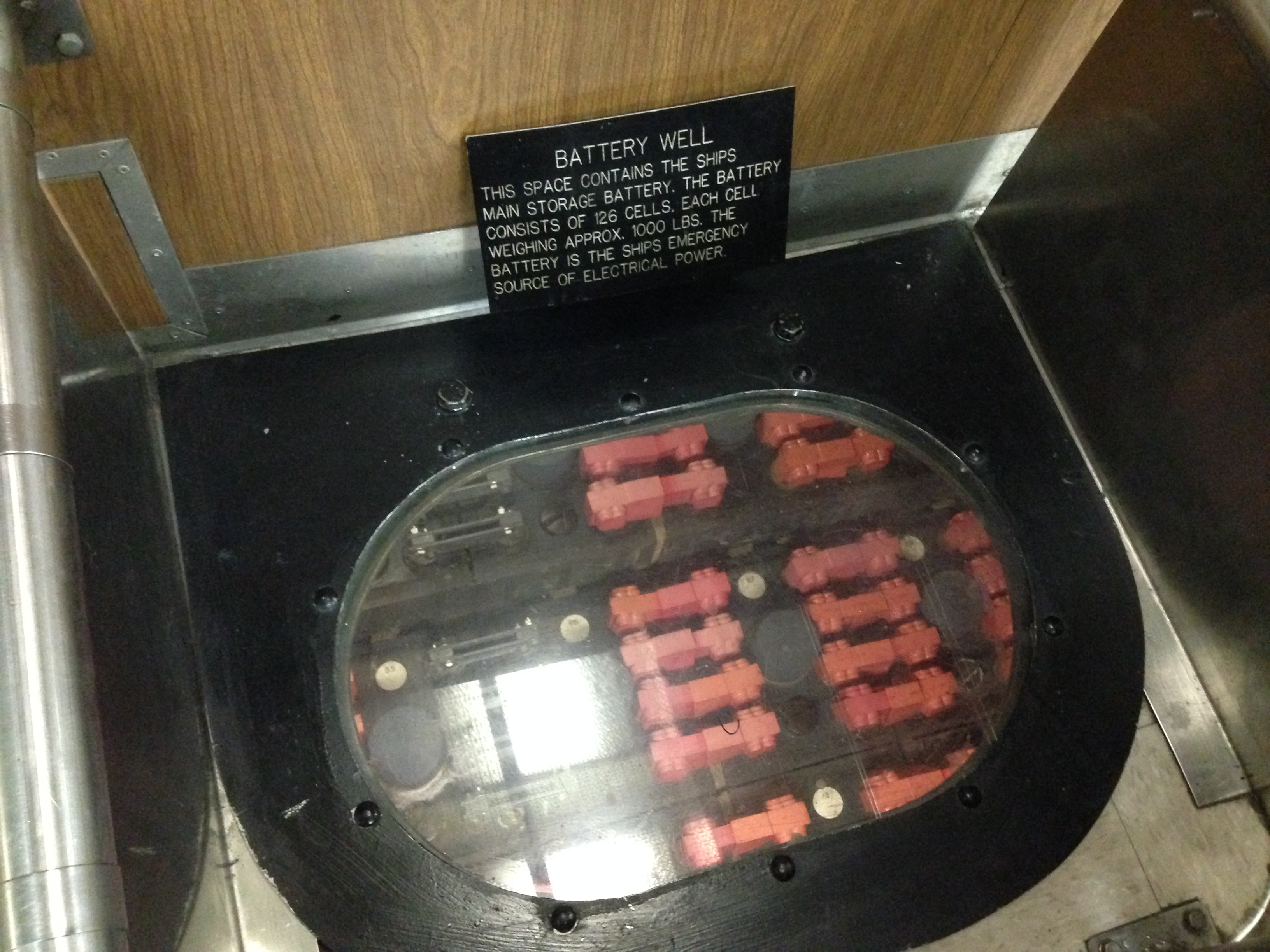
Cambra de bateries del USS Nautilus

Actualment la propulsió nuclear s’empra en tots els submarins grans, però a causa del seu cost elevat i les grans dimensions dels reactors nuclears, els submarins més petits encara empren propulsió dièsel-elèctrica. La proporció entre submarins grans i petits depèn de les necessitats estratègiques. La US Navy, la Marine Nationale i la Royal Navy només empren submarins nuclears, fet que s’explica per la necessitat per operacions distants. Altres grans operadors es basen en una combinació de submarins nuclears per propòsits estratègics (llançament de míssils nuclears) i submarins dièsel-elèctrics per la defensa de les pròpies aigües. La majoria de les flotes però, no disposen de submarins nuclears, a causa de la disponibilitat limitada de combustible nuclear i la tecnologia requerida.
Els submarins de propulsió dièsel-elèctrica tenen una avantatja en sigil sobre els seus homòlegs nuclears. Els submarins nuclears generen soroll a causa de les bombes de refrigeració i la maquinària requerida per operar el reactor, fins i tot a nivells baixos de potència. Alguns submarins nuclears, com els americans de la classe Ohio poden operar amb les seves bombes de refrigeració assegurades, tot fent-los més silenciosos que alguns submarins dièsel-elèctrics. Un submarí convencional operant en bateries és gairebé silenciós del tot, l’únic soroll prové dels coixinets de l'eix, l’hèlix, i el soroll de l’aigua fluint al voltant del buc, tots ells s’aturen quan el submarí s’atura en mig de l’aigua per escoltar, emetent només el soroll de l’activitat de la tripulació. Els submarins civils generalment funcionen només amb bateries, ja que operen conjuntament amb una nau nodrissa.

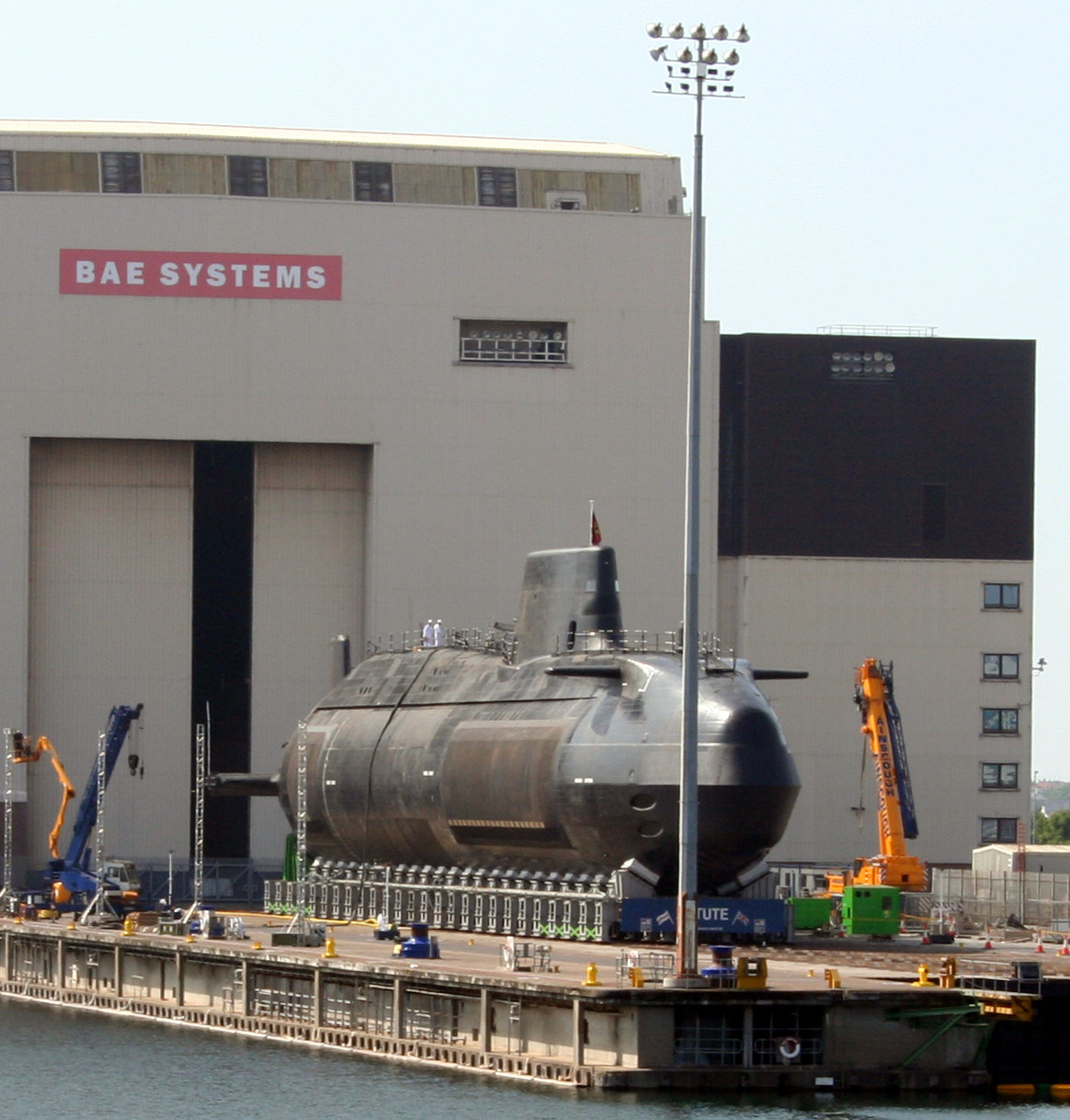
Submarí nuclear d'atac (SSN) britànic HMS Astute

Hi ha hagut diversos accidents seriosos amb fuites radioactives a causa de fallades en submarins nuclears. El submarí soviètic K-19 va tenir un accident al reactor el 1961 que resultà en 8 morts i 30 persones més sobre-exposades a la radiació. L’accident del reactor submarí K-27 el 1968 acabà amb 9 morts i 83 ferits més. El 1985 el K-431 patí 10 fatalitats i 49 ferits més per radiació.

#### Propulsió alternativa
Els submarins britànics de la classe K foren propulsats per turbines de vapor que cremaven petroli, construïts durant la Primera Guerra Mundial i després, per donar-los prou velocitat de superfície per seguir l'esquadra. Els submarins de la clase K però no varen ser gaire exitosos.
Cap al final del segle xx, alguns submarins – com ara la classe Vanguard britànica – començaren a ser equipats amb z“pump-jets” en lloc d’hèlix. Malgrat que són pesats, més cars i menys eficients que una hèlix, són significativament més silenciosos, donant-los una important avantatja tàctica.
La propulsió magneto-hidrodinàmica (MHD) fou descrita com la clau de la propulsió silenciosa del submarí en l’adaptació cinematogràfica de La Caça de l’Octubre Roig. No obstant, en la novel·la, l’Octubre Roig no emprava MHD sinó quelcom més similar al “pump-jet” anomenat més amunt.

### Armament

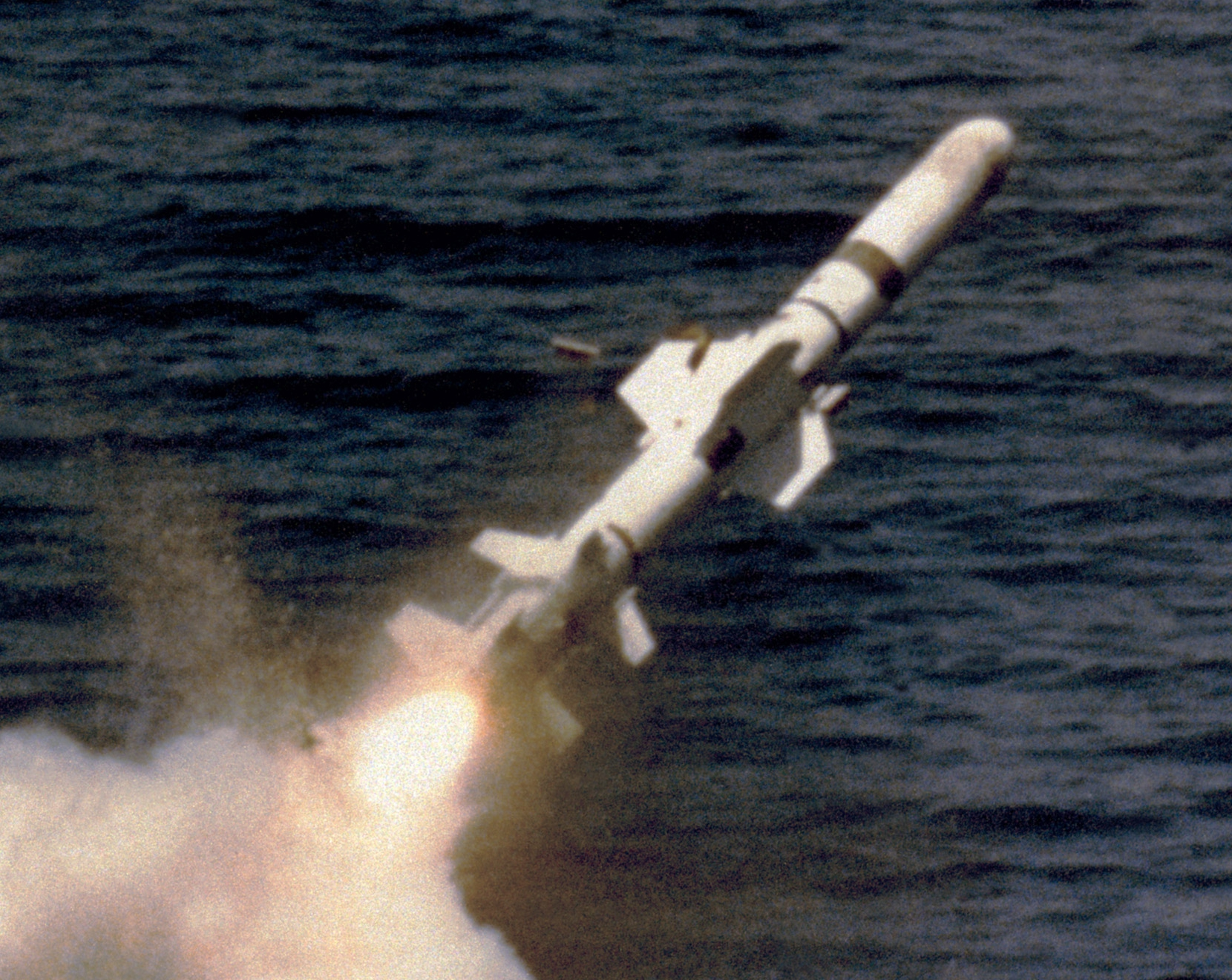
Míssil antivaixell UGM-84 Harpoon llançat des d'un submarí submergit

L’èxit del submari està lligat inextricablement al desenvolupament del torpede, inventat per Robert Whitehead el 1866. El seu invent és essencialment el mateix ara com ho era 150 anys endarrere. Només amb els torpedes autopropulsats els submarins pogueren fer el salt de ser una arma novella a una autèntica arma de guerra. Fins al perfeccionament del torpede guiat, calien diversos torpedes de navegació recta per atacar un objectiu. Per tal d'incrementar la seva permanència en missió, molts submarins de la Primera Guerra Mundial operaren com a canoneres submergibles, tot emprant les seves peces de coberta contra objectius desarmats, i submergint-se per evadir i atacar vaixells de guerra enemics. La importància de les peces de coberta, encoratjà el desenvolupament del fracassat “creuer submarí” com ara el francès Surcouf i l’X1 de la Royal Navy i la classe M. Amb l’arribada dels avions per a guerra anti-submarina (ASW: Anti-Submarine Warfare), les peces de coberta esdevingueren més per defensa que per atac. Un mètode més pràctic per incrementar la permanència en missió era el tub de torpedes extern, que només podia carregar-se a port.
L’habilitat dels submarins per aproximar-se als ports enemics sense ser descoberts portà a emprar-los com a minadors. Els submarins minadors de la Primera Guerra Mundial i la Segona Guerra Mundial foren especialment construïts per aquest propòsit. Els submarins actuals com poden desplegar les mines a través dels tubs de torpedes, com ara els A-26 suecs. Una variant de mina llançada des dels tubs de torpedes és la SLMM ("Submarine-Launched Mobile Mine"). Aquesta està muntada sobre l'estructura d'un torpede, però amb la diferència que es mou cap a unes coordenades prefixades. Un cop hi arriba s'atura i es posa sobre el fons marí a l'espera que un objectiu s'aproximi. Això permet al submarí vector desplegar una o més mines sense aproximar-se a la zona a minar designada.
Després de la Segona Guerra Mundial, tant els Estats Units com l'URSS experimentaren amb míssils de creuer llançats des de submarins com els SSM-N-8 Regulus o el P-5 Pyatyorka. Aquests míssils requerien que el submarí emergís per disparar-los. Foren els precursors dels míssils de creuer llançats des de submarins, els quals poden ser disparats des de tubs de torpedes de submarins submergits, com per exemple el nord-americà BGM-109 Tomahawk i el rus RPK-2 Viyga i versions superfície-superfície de míssils antivaixell com els Exocet o el Harpoon, encapsulats per llançament en immersió.
Els míssils balístics poden disparar-se també des de tubs torpeders, com per exemple els míssils antisubmarins SUBROC. En 1959 els Estats Units posaren en servei el submarí George Washington, el primer amb míssils balístics. Amb un volum intern limitat com mai, i un desig de portar càrregues més pesants, la idea del tub per llançament extern fou ressuscitada, usualment per míssils encapsulats, amb els seus tubs situats entre el buc intern de pressió i el buc extern hidrodinàmics.
La missió estratègica dels SSM-N-8 i els P-5 fou recollida pel míssil ballistic llançat des de submarí (SLBM) començant amb el Polaris de la US Navy, i subseqüentment els míssils Poseidon i Trident.
Alemanya està treballant en un míssil de curt abast, anomenat IDAS, llançat des del tub torpeder, el qual pot ser emprat contra helicòpters antisubmarins, així com naus de superfície i objectius costaners.

### Sensors

#### Sonar
El sonar (acrònim de Sound Navigation And Ranging) és el sensor clau perquè un submarí pugui operar plenament en immersió.

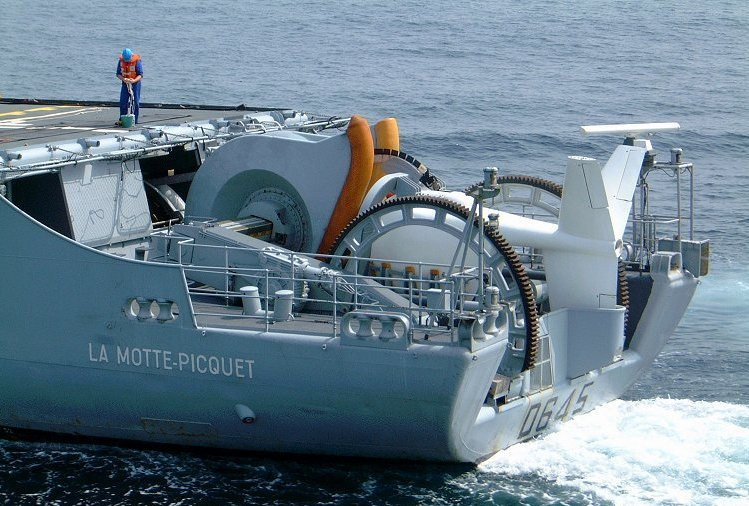
Popa d'una fragata francesa de la classe F-70 mostrant un sonar tipus VDS (Variable Depth Sonar; Sonar de Profunditat Variable) remolcat en posició de transport.

Durant la Primera Guerra Mundial, els submarins operaven la major part del temps en superfície, per tal de poder localitzar els seus objectius. Els atacs es realitzaven principalment en superfície també, operant en immersió a vegades limitades (aproximació final, evasió d'escortes i alguns atacs). Per tant, resulta més just anomenar "submergibles" als submarins d'aquella guerra. Preocupats per les pèrdues, els britànics començaren a treballar en un dispositiu que per tal de poder localitzar els submarins sota l'aigua, quelcom pràcticament impossible en aquell moment. El 1917, sota el Board of Invention and Research, els científics Robert William Boyle (canadenc) i Albert Beaumont Wood (anglès) començaren a treballar en un prototip que permetés detectar de forma activa (emetent pulsacions i mesurant-ne el retorn) objectes submergits. Aquest tipus de tecnologia però, no es va poder implementar extensivament fins a la Segona Guerra Mundial, tant per part de naus de superfície com de submarins. D'una banda, les naus d'escorta podien localitzar els submarins en immersió (tot i que a distàncies relativament curtes) i, de l'altra, els submarins podien detectar la presència de naus a molta distància. Si bé per obtenir una bona solució de tir, els submarins requerien situar-se a profunditat de periscopi, durant la Segona Guerra Mundial es posaren les bases perquè el sonar fos el sensor principal per obtenir dades dels objectius.

Funcionament d'un sonar en mode actiu

El sonar es pot fer servir en dos modes: actiu o passiu, per detectar i seguir els seus objectius. En mode actiu s'emeten pulsacions sòniques (els "pings") que, en topar contra un altre cos (ja sigui una nau de superfície o un submarí), retorna fins a l'emissor permetent determinar-ne la posició. Ara bé, aquest sistema no s'acostuma a emprar gaire, ja que revela també la presència i posició de l'emissor. Actualment s'acostuma a fer servir només per obtenir solucions de tir quan ja s'han obtingut dades mitjançant el mode passiu. Aquest mode es limita a rebre els sons (talment com el sistema auditiu) presents a l'aigua. Així doncs, en funció del grau de sons que emeti una nau (de superfície o submergida), major serà la possibilitat que sigui detectada. La qualitat dels sons que el sonar pugui captar dependrà en bona part de:
- Els sons de l'activitat (maquinària i tripulació) de les altres naus.
- Els sons de l'activitat de la pròpia nau.
- La fricció amb l'aigua que generin les altres naus.
- La fricció amb l'aigua que generi la pròpia nau.
- La velocitat de la propagació del so, determinada ensems per la profunditat, temperatura i salinitat de l'aigua
- Els sons del propi oceà (corrents, soroll de superfície)

Tenint presents aquests factors, se'n desprendran els següents:
- L'activitat de la nau ha de minimitzar l'emissió de sons, cosa que es pot fer adaptant el disseny dels components i/o revestint el buc amb plaques anecoiques.[60]
- El disseny del buc ha de minimitzar la fricció amb l'aigua.[61]
- Disposar de diversos hidròfons (o "sondes"): això no només ajuda a contrastar els contactes sinó també a detectar les emissions de la pròpia nau (per això s'empra la sonda remolcada).[62]

#### Periscopi
El periscopi és l'instrument que permet al submarí tenir una visió de la superfície. Essent els submarí un tipus de nau comparativament més vulnerable que la resta dels vaixells de guerra, el periscopi permeté obtenir informació fiable per la solució de tir i poder atacar submergit.
Com passa amb la majoria de tecnologies, hi ha un marge de temps des de la seva invenció fins que s'hi troba un encaix en el conjunt. El francès Marie Davey construí l'any 1854 el primer periscopi naval amb un disseny senzill amb miralls. Fou l'americà Thomas H. Doughty que va desenvolupar el persicopi de prismes que fou utilitzat en la Guerra Civil Americana (1861-1865). S'atribueix el periscopi pels submarins però, al polonès Stefan Drzwiecki, que treballà per l'Imperi Rus. El seu disseny de 1877 ja incorporava periscopi. També tenim l'exemple del submarí d'Isaac Peral (1888).

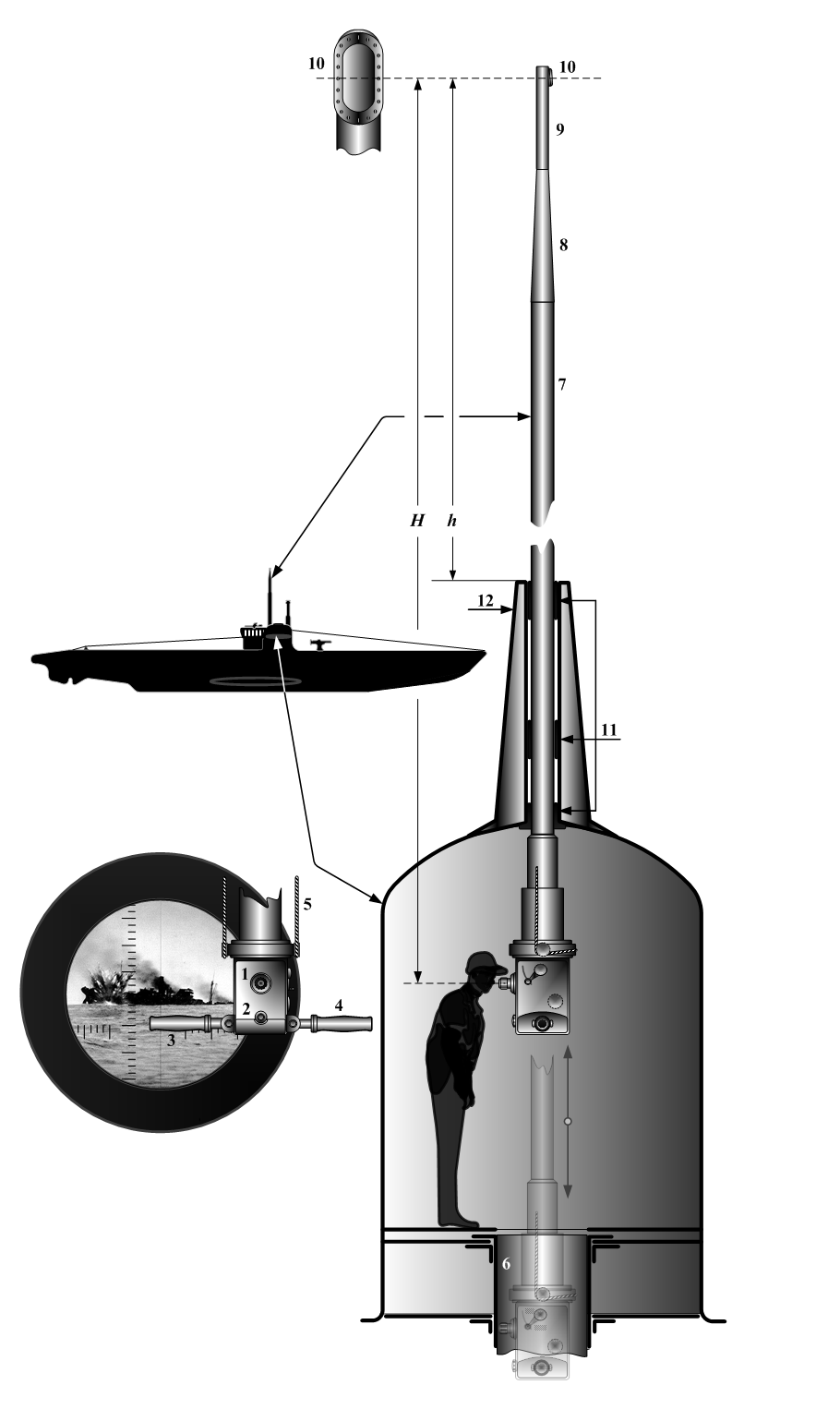
Esquema d'un periscopi

L'aparell consta d'un cilindre metàl·lic, que va connectat a un altre cilindre de major diàmetre que aquest, que penetra el buc del submarí. Normalment no supera els 7 o 8 metres de llarg; a l'extrem superior porta incorporat un sistema òptic complex (prisma-lent), que forma una imatge reduïda de l'horitzó. Aquesta imatge és enviada per una lent a la part inferior del tub més gran del periscopi i dins del submarí, és enviat a un altre sistema òptic molt complex, que dona la imatge real de l'horitzó observat en la posició en què estigui el submarí. Amb l'evolució dels periscopis posterior a la Primera Guerra Mundial, en la majoria de dissenys, s'optà per incorporar dos periscopis: un per l'observació general i un altre pels càlculs de tir. Posteriorment, ja durant la Guerra Freda, també s'hi incorporarien sistemes de visió nocturna.
Actualment, els submarins nord-americans de la classe Virginia estan incorporant una evolució del periscopi, anomenada "màstil fotònic", amb el doble objectiu d'unificar sistemes òptics (periscopi), electrònics i de comunicacions, d'una banda i alliberar espai a la cambra de combat. Aquest darrer s'aconsegueix confinant el tub telescòpic a la torre o "vela" de la nau mentre que les imatges captades pel periscopi són presentades en monitors, en lloc de la tradicional limitació d'un sol observador a la vegada.

#### Navegació
Els primers submarins tenien poques ajudes a la navegació, perquè operaven la major part del temps en superfície. Amb l’aparició del sistema snorkel primer, i la propulsió nuclear després, els submarins podien romandre molt més temps en immersió. Alhora, la difusió i integració del radar en diverses plataformes (vaixells, avions, estacions terrestres…) durant la Segona Guerra Mundial feu imperatiu pels submarins romandre en immersió per poder operar amb seguretat.
.

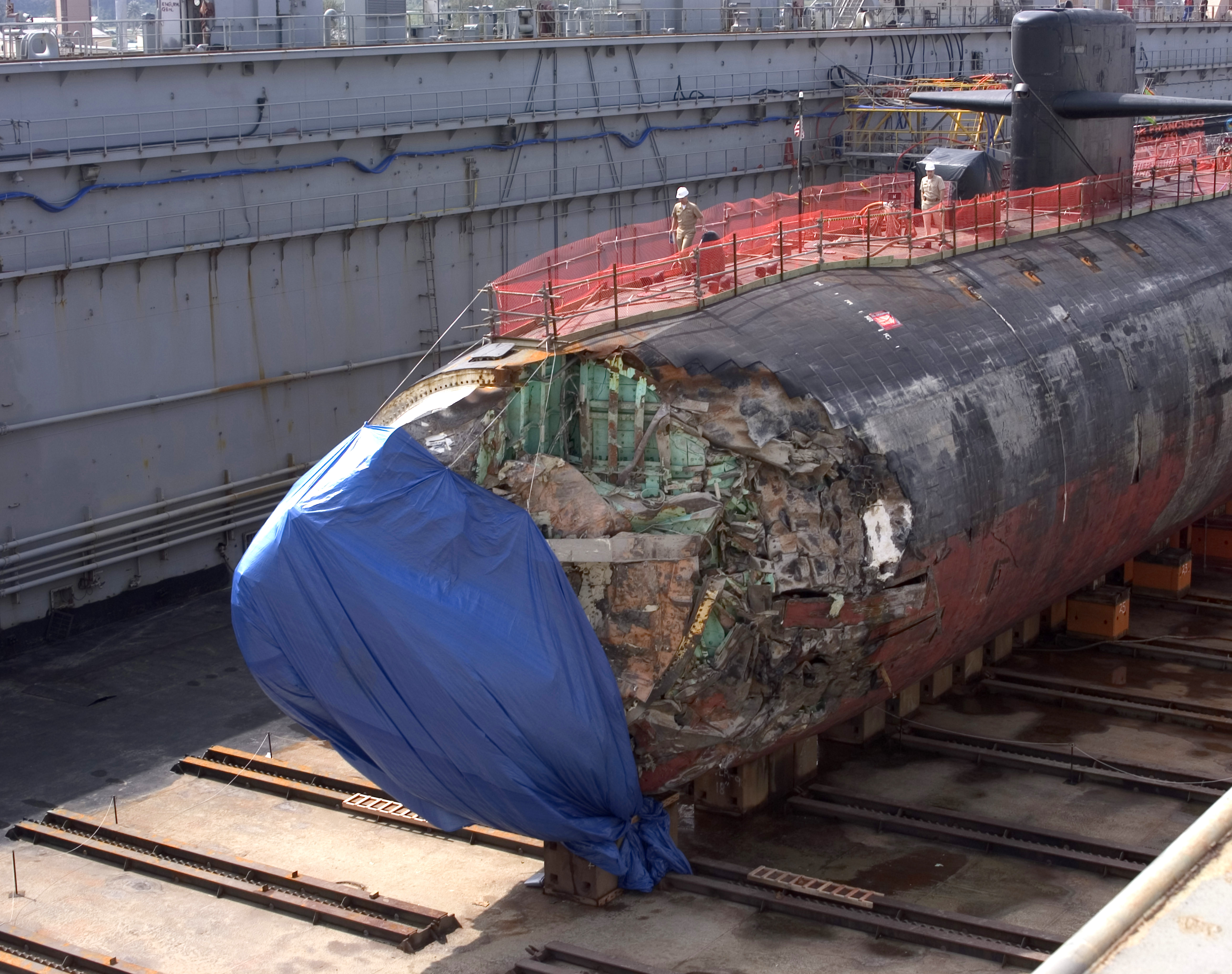
El submarí USS San Francisco (SSN 711) en dic sec després de patir una topada amb una muntanya submarina

Així doncs, la navegació submarina requereix unes certes capacitats i tecnologies que no calen en les naus de superfície. Els submarins naveguen en un entorn de foscor total, sense finestres ni llums. Més encara, per tal de mantenir el sigil, no poden emprar el sonar en mode actiu per tal de marcar possibles obstacles, com ara muntanyes submarines, plataformes petrolieres o altres submarins. Com hem dit, emergir per poder fer obtenir dades per una navegació astronòmica no és possible pel risc que implica. Com a màxim es poden desplegar periscopis o antenes durant uns segons o minuts, només en cas que sigui imprescindible, doncs amb els sensors actuals, com ara el Detector d'Anomalies Magnètiques (MAD), l'Infraroig d'Escombrat Frontal (FLIR), satèl·lits o radars, fins el més petit objecte que emergeixi pot ser detectat.
En aquest context doncs, les tècniques necessàries per poder navegar en immersió són:
- Navegació per estima (o dead reckoning): és una tècnica en què el pilot estima la posició del vaixell, utilitzant elements bàsics: brúixola, corredora i ampolleta (rumb, velocitat i temps), sense utilitzar el cel i els astres com a referència.
- Sistema de navegació inercial o INS per les seves sigles en anglès (Inertial Navigation System):  és un sistema d'ajuda a la navegació que utilitza un ordinador, sensors de moviment (acceleròmetres) i sensors de rotació (giroscopis) per calcular contínuament mitjançant estima la posició, orientació, i velocitat (direcció i rapidesa de moviment) d'un objecte en moviment sense necessitat de referències externes.[69]
- Navegació pel contorn del fons: es pot emprar en àrees de les quals se’n tingui cartes amb dades hidrogràfiques detallades i si hi ha una variació adequada de la topografia del fons marí. Simultàniament, es comparen les cartes amb mesures amb sonda.[70]

### Comunicació

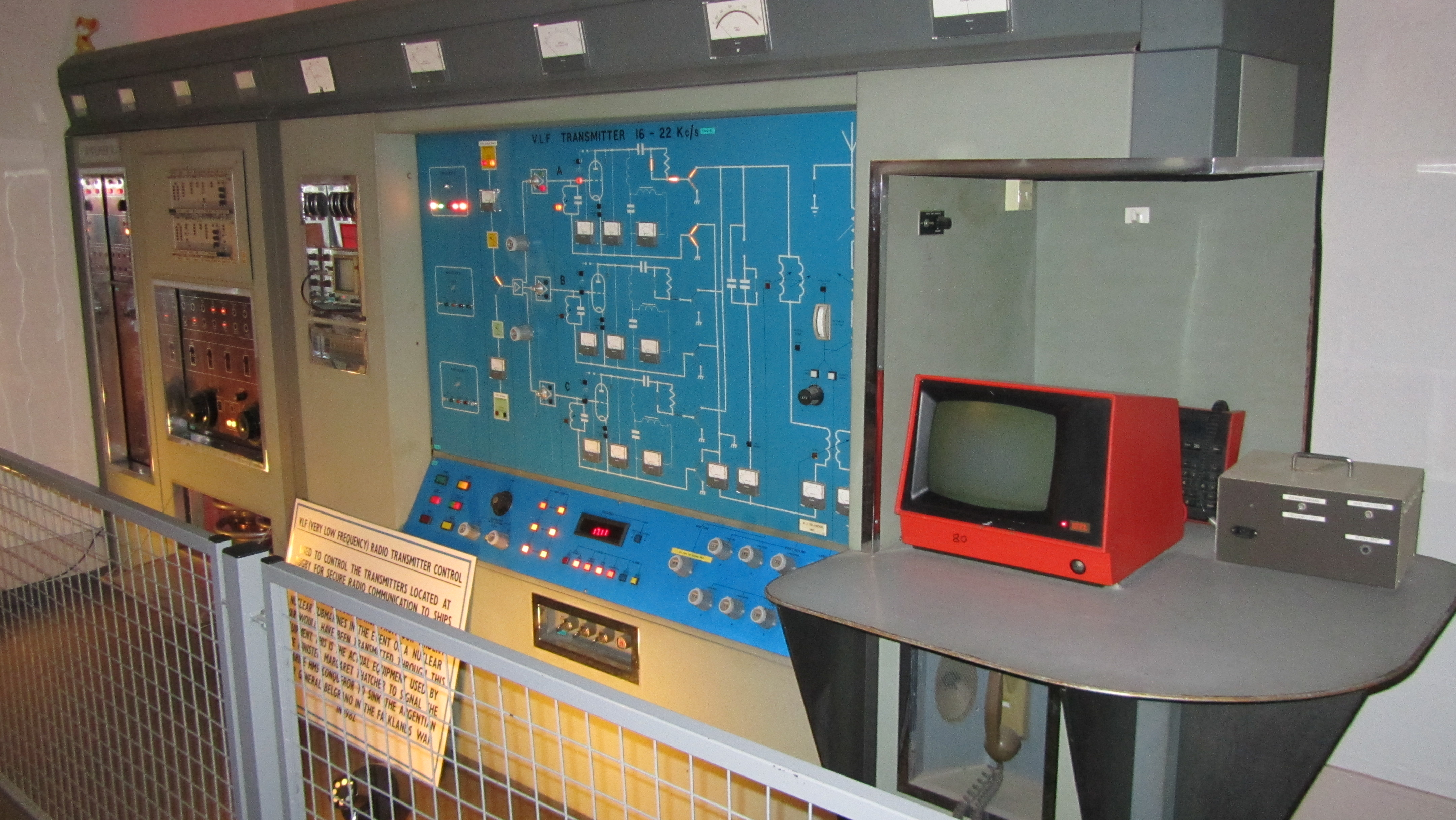
Antic transmissor de VLF britànic

Per les comunicacions en superfície, els submarins fan servir els mateixos aparells de ràdio emprats en les naus de superfície. Molt més problemàtica és però la comunicació per ràdio amb unitats que es troben en immersió, encara que sigui a profunditats modestes. L’única manera per comunicar en aquests casos és transmetent senyals de ràdio a baixíssima freqüència (VLF). Això permet contactar amb unitats que es troben a profunditat de gairebé 30 metres. La tècnica de comunicació amb submarins que es troben profunditats majors està en bona part coberta pel secret militar. No obstant això, se sap que tant els Estats Units com la Unió Soviètica havien transmès missatges als seus submarins en el passat a freqüències de 76 Hz i 82 Hz respectivament, freqüències extremadament baixes també conegudes com a ELF i, per tant, idònies per a transmetre una quantitat limitada d’informació. És versemblant que tals comunicacions es limitaren a un senyal de trucada al submarí per ordenar-li de pujar a profunditat de periscopi om rebre una transmissió de dades en una freqüència més alta.
No obstant això, des de 2004, arran de l'acabament de trànsit de ràdio en aquestes freqüències, se suposa que aquests sistemes estan apagats. En el seu lloc s’han utilitzat probablement sistemes més sofisticats com els americans SUBTACS que transmet en freqüències entre 30 i 300 Hz, amb un equip més simple i compacte, i és capaç de comunicar-se amb el submarí fins i tot a grans profunditats, amb una capacitat de transmissió de dades 300 vegades més gran que la dels aparells tradicionals ELF. Els Estats Units també utilitzen avions especials, coneguts per les inicials TACAMO, per comunicar-se a llarga distància amb submarins submergits. Totes les comunicacions modernes de ràdio militars fan servir encriptatge amb algoritmes que els fan particularment difícils de descodificar, factor que garanteix un alt nivell de seguretat.
És molt més arriscat però, l'enviament de senyals de ràdio des del propi submarí, atès que aquesta activitat no només podria detectar la presència del submarí, sinó també la seva ubicació. Per facilitar la comunicació en immersió, molts submarins disposen d'una boia de ràdio que es pot utilitzar per millorar la recepció a profunditats majors 30 metres. Tots els submarins moderns són capaços de comunicar-se per satèl·lit, tot i que òbviament incorren en inconvenients similars als descrits abans per a les comunicacions de ràdio; existeixen però sistemes de transmissió de ràdio per satèl·lit accelerada com el SSIXS que redueixen al mínim el temps de transmissió i fan la mateixa transmissió altament direccional. Com a alternativa als sistemes citats anteriorment per a la comunicació es poden enviar senyals acústics o lluminosos en distàncies curtes utilitzant el codi Morse, encara que tal ús es limiti als casos d'emergència. Un aparell que en el passat s'havia utilitzat amb freqüència, especialment pels submarins científics, era l'hidròfon, que si bé no requereix un cable per permetre la comunicació va ser substituït gradualment al llarg dels anys per sistemes més sofisticats. Encara en fase experimental hi ha la comunicació per fotons a nivell de quàntic tot i que, com en altres sistemes, cal veure fins a quin punt pot penetrar en l'aigua.

### Sistemes de suport vital
Amb l’arribada de la propulsió nuclear i posteriorment l’anaeròbica, els submarins podien romandre en immersió quasi de forma il·limitada. Això, sumat al risc creixent d’aproximar-se a la superfície obligà doncs a desenvolupar sistemes per poder mantenir respirable l’aire així com disposar d’aigua potable per llargs períodes.
L’oxigen es pot obtenir de l’aigua mitjançant l'electròlisi. L'equip de control d’atmosfera inclou un filtre de CO₂, que fa servir un catalitzador per eliminar aquest gas de l’aire i mesclar-lo amb les restes de rebuig bombejades cap a fora. També s’empra un dispositiu que fa servir un catalitzador per convertir el monòxid de carboni en CO₂ (eliminat per l’anterior filtre) y que barreja l’hidrogen produït per les bateries elèctriques amb oxigen de l’aire per produir aigua. No obstant, la major part de l’aigua que es fa servir al submarí s’obté d’aigua salada mitjançant evaporació o osmosi inversa.

## Accidents
S’han perdut molts submarins a causa d’accidents provocats per diversos factors, com ara errors de construcció i errors humans. Ja en els primers temps hi va haver diversos desastres, com per exemple el CSS Hunley, abans d’enfonsar-se durant l'atac contra l'USS Housatonic, es va enfonsar diverses vegades durant les proves, causant cada vegada la mort de tota la tripulació.Un destí similar van patir  moltes unitats de la primera dècada del segle xx, incloent el submarí N°6 de l'Armada Imperial Japonesa que es va enfonsar en 1910, matant a tots els membres de la tripulació.Moltes altres unitats van desaparèixer durant les dues guerres mundials, per raons no imputables al foc enemic, i llur destí segueix sent desconegut encara.
Els principals operadors de submarins han considerat l'eventualitat que un vaixell es quedi atrapat al fons del mar, amb la tripulació atrapada al buc i han desenvolupat tècniques i sistemes d'evacuació. Aquests inclouen tant els que empri autònomament la tripulació, com el rescat amb mini-submarins especials, com ara el DSRV americà o el MSM italià, capaç d’acoblar-se al buc del submarí avariat, fins i tot a una profunditat considerable, per rescatar-ne els supervivents.

### França
Entre les unitats perdudes per causes no imputables al foc enemic, de les quals en sabem el destí, es troba el Surcouf. El submarí es va enfonsar el 18 febrer 1942, com a resultat d'una col·lisió amb el mercant estatunidenc Thomson Lykes, accident en el qual va morir tota la tripulació. Aquest naufragi, que costà la vida a 130 tripulants és el més greu que s'hagi registrat en la història dels submarins. Fins i tot en temps de pau, però, els submarins van ser vulnerables a les col·lisions en el mar, i aquest tipus d'incidents són encara relativament freqüents. La millora de les tècniques constructives van fer cada cop més rars els incidents causats per defectes de fabricació, tot i que en el període de post-guerra els submarins no eren immunes a aquests, que en alguns casos acabaren amb la pèrdua d’alguna unitat. És notòria la sèrie de desastres que van afectar la unitat de la classe Daphné. Dues submarins d'aquesta classe, la Minerva i Eurídice, es van perdre en pocs anys de diferència (1968-1970) en circumstàncies misterioses. La mateixa sort hauria patit una tercera unitat, la Flore, si no hagués estat per l'estat d'alerta de la tripulació, que ràpidament es va adonar d'una escletxa al  snorkel i aconseguí fer emergir la nau abans d'enfonsar-se. Després de l'episodi es van modificar totes les unitats de la classe Daphné.

### ElK-19

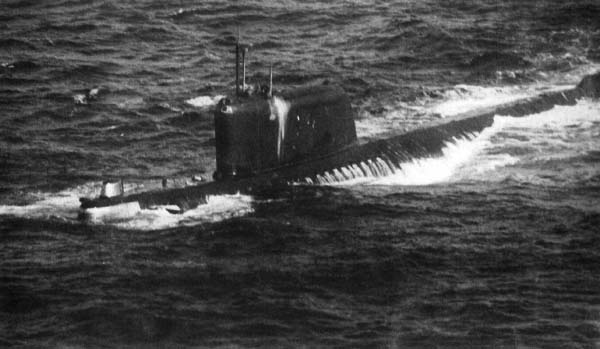
Submarí rus K-19

Els esdeveniments del K-19, primer submarí llançamíssils balístics nuclear (SSBN) soviètic, són particularment coneguts entre els casos d’accidents en submarins, a causa de la necessitat de desplegar ràpidament la nau, un símbol de poder estratègic, però que deixà en segon terme els requisits de seguretat, quelcom que determinà una sèrie fatal de fallades i avaries. Ja durant la seva primera missió es registrà la fallada d'una de les bombes de refrigeració del reactor nuclear, el que causà la fugida de material radioactiu i la conseqüent contaminació d'alguns membres de la tripulació. Una fallada en el sistema de refrigeració al juliol de 1961 determina el sobreescalfament incontrolat del reactor. La fusió catastròfica es va evitar gràcies al sacrifici d'alguns dels tripulants que repararen el circuit, però s’exposaren a dosis letals de radiació. Un altre incident en 1972 va causar un incendi que va causar la mort de 28 mariners. Malgrat aquests i altres contratemps, el submarí va romandre en servei fins a 1991.

### Estats Units
La Marina dels Estats Units va perdre dos submarins nuclears: l'USS Tresher (classe Permit) i l'USS Scorpion (classe Skipjack). L'USS Tresher (SSN-593) naufragà el 9 d'abril de 1963, amb 129 tripulants a bord. La investigació posterior va determinar-ne que una via d'aigua a la part posterior provocà una fallada en el sistema de propulsió. Alhora, una fallada en els tubs d'expulsió d'aire comprimit impedí buidar els tancs de llast. Escorant-se de popa i sense possibilitat de reflotar-se, el Tresher arribà a la profunditat d'esclafament, i s'enfonsà. De l'estudi de les causes del naufragi se'n derivaria la modificació de les altres unitats de la classe Permit, així com l'establiment del SubSafe Program, per garantir la màxima seguretat possible en els submarins nuclears. El USS Scorpion (SSN-589), s'enfonsà el 22 de maig de 1968, però, a diferència del Tresher, encara avui no en són clares les causes. Encara avui persisteixen les sol·licituds dels veterans i familiars per aclarir-les. Les hipòtesis són diverses: des d'una fallada en un dels torpedes fins a un possible atac soviètic. Cap d'elles no ha estat confirmada.

### Altres accidents soviètics
Igualment misteriós fou el naufragi del submarí rus de míssils balístics K-129 (classe Golf-II), que es va enfonsar l’11 d’abril de 1968 a l'Oceà Pacífic, a unes 750 milles al nord-oest de Hawaii. Després de mesos de cerca, la Marina Soviètica abandonà la cerca. No obstant, mitjançant el sistema d’escolta submarina de la Marina dels Estats Units, es pogué determinar on es trobava la nau. Mitjançant una operació encoberta de la CIA, sota el pretext de mineria oceànica, el juny del 1974 pogué recuperar bona part del buc de la nau així com alguns dels míssils nuclears. En l’operació s’utilitzà un vaixell especialment construït, el Glomar Explorer, propietat del multimilionari Howard Hughes.

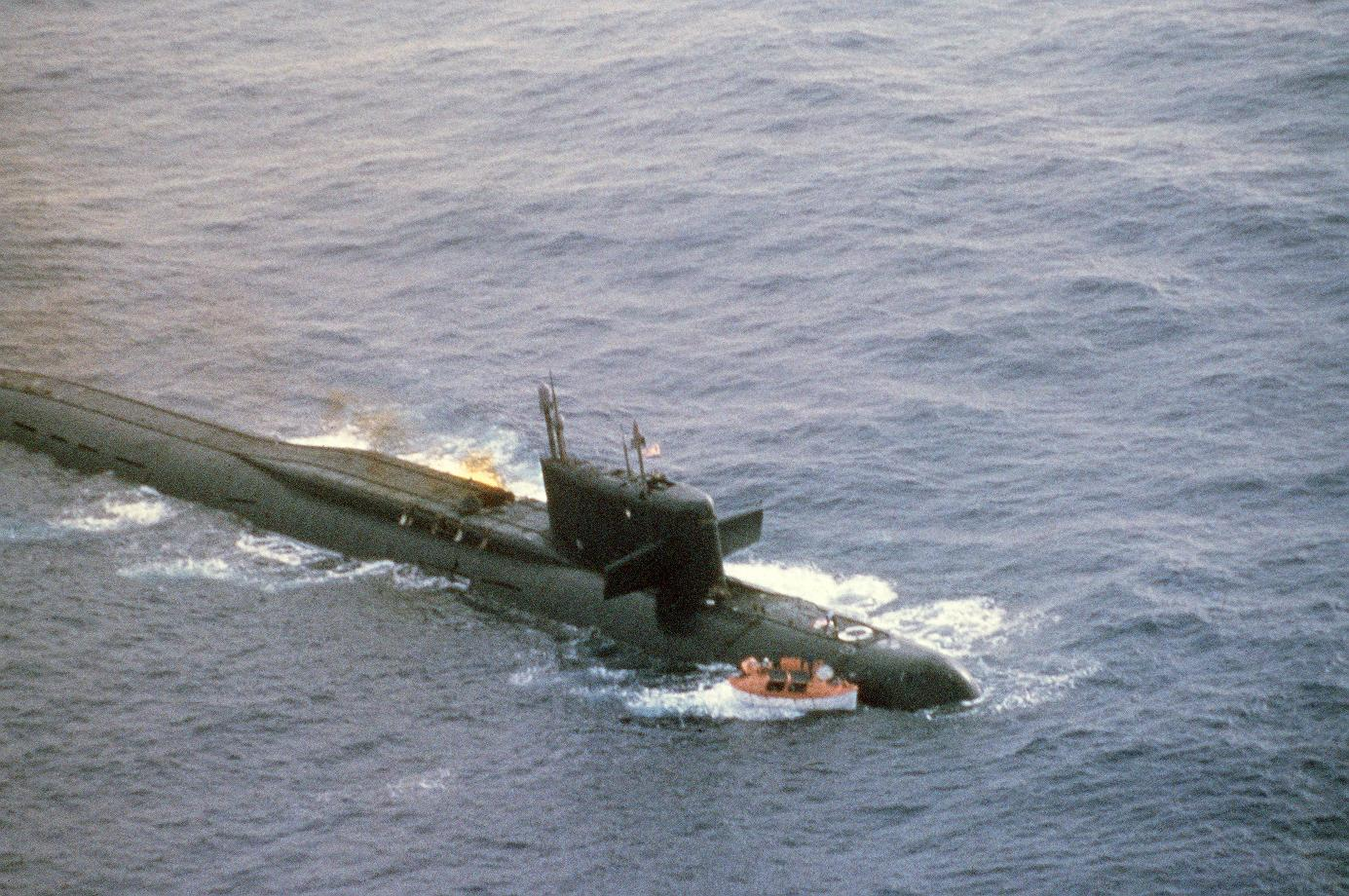
Submarí K-219. Es poden veure els danys al compartiment de míssils.

Particularment tràgics i espectaculars foren els esdeveniments que portaren a l'enfonsament del K-219, una SSBN soviètic de la classe Yankee que, des que entrà en servei va patir una sèrie d'accidents. El K-219 es va perdre el 6 d'octubre de, 1986 a conseqüència d'una explosió ocorreguda dos dies abans en una de les seves 16 sitges de míssils balístics. L'explosió, que es va produir com a conseqüència d'una fuita que va danyar un dels míssils i va causar el vessament de propel·lent, va danyar el buc en forma molt seriosa i va provocar un incendi que no va poder ser controlat, i va continuar fins que la nau es va enfonsar. Fins i tot els caps nuclears dels míssils afectats per l'explosió van ser danyats i hi havia una contaminació de plutoni. Pitjor encara, a causa de l'explosió del sistema de refrigeració del reactor nuclear va ser danyat sense possibilitat de reparació. Hi havia doncs, la possibilitat d'una fusió del nucli, cosa que només es pogué evitar gràcies al sacrifici de l’oficial d’armes i del mariner Sergei Preminin, que després diversos intents infructuosos d’aturar el reactor per evitar la catàstrofe, va entrar-hi dins i va fer-ho manualment. Desafortunadament, després d'haver complert amb el seu deure, Sergei Preminin estava atrapat en el reactor a causa d'una baixada de pressió que va fer impossible la reobertura de l'escotilla d'accés. Preminin va morir, després de diversos intents desesperats pel seu company torni a obrir la porta del parany, a causa de les altes temperatures a l'interior del reactor. Pel seu sacrifici extrem, Preminin rebé l'Orde de l’Estrella Roja.
El darrer gran accident, que va causar la mort de més d'un centenar de persones i va sacsejar l'opinió pública, va ser l'enfonsament del Kursk, el 12 d'agost de 2000. Segons la investigació, una fuita en el propel·lent d'un torpede provocà una primera explosió al compartiment de torpedes, seguida d'una segona 135 segons després. Dels 118 membres de la tripulació només en sobrevisqueren 23 a la deflagració. No obstant, van quedar atrapats a l’interior del buc. Diversos intents per unitats russes i més tard pels bussos noruecs i britànics van fracassar i els 23 supervivents probablement van morir d'asfíxia quan les reserves d'oxigen es van acabar.

## Classificació i operadors
Segons el Hull Classification Symbol (Sistema de Classificació de Bucs), dels Estats Units (emprat per moltes marines de guerra arreu del Món), hi ha aquestes tipologies principals.
- SS: Attack Submarine (Diesel-Electric Power), submarí convencional d’atac;
- SSN: Attack Submarine (Nuclear-Powered), submarí nuclear d’atac (SNA en francès);
- SSB: Ballistic Missile Submarine (Diesel Electric Power), submarí de llançamíssils balístics;
- SSBN: Ballistic Missile Submarine (Nuclear-Powered), submarí  llançamíssils balístics nuclear (SNLE en francès);
- SSG: Guided Missile Submarine (Diesel-Electric Power), submarí llançamíssils de creuer;
- SSGN: Guided Missile Submarine (Nuclear-Powered), submarí llançamíssils de creuer nuclear;
- SSK: Hunter-Killer/ASW Submarine, submarí caça-submarins

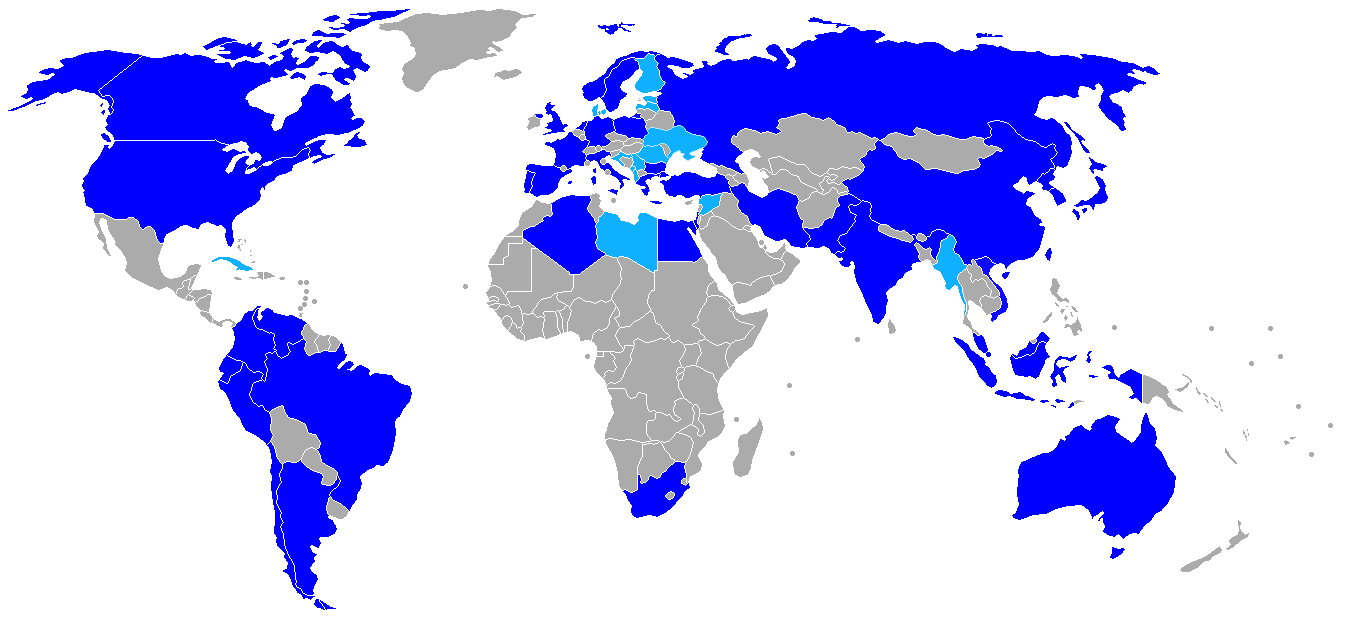
Països operadors de submarins. En blau fosc els que n'operen actualment, en blau cel els que n'han operat en el passat.

## Cultura popular

### Literatura

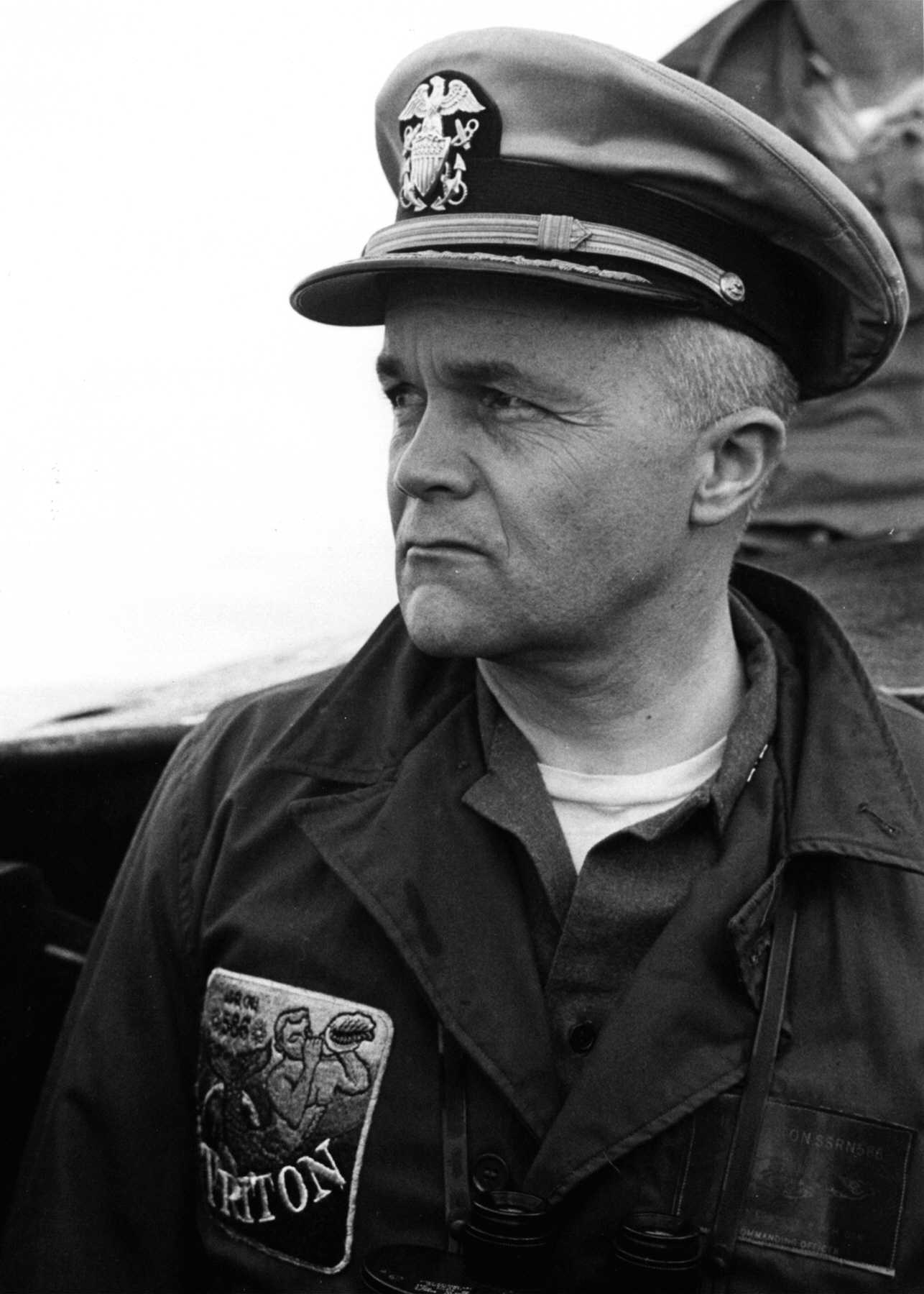
Capità Edward L. Beach. Autor de Submarine i Run Silent, Run Deep!

Abans però que el cinema, el submarí ja era popular en la literatura. L'escriptor Jules Verne amb Vint mil llegues de viatge submarí, popularitzà el submarí l’any 1869, malgrat que encara faltava molt perquè fos una tecnologia mínimament fiable. Fou però amb la Segona Guerra Mundial que n’aparegueren obres que, ja fos en format de ficció inspirada en fets reals, o com a memòries, foren realment coneguts amb detall. Escriptors com el comandant Edward L. Beach (autor de Submarine! i Run Silent Run, Run Deep!), el vicealmirall Charles A. Lockwood (Sink 'em All) o Lothar Günter-Bucheim (Das Boot), en són dels més representatius. Beach i Lockwood tractaren de les operacions submarines de la US Navy al Pacífic, mentre que Günter-Bucheim ho feu de la Kriegsmarine a l'Atlàntic. En el cas de la Guerra Freda, l’obra més coneguda és La caça de l’Octubre Roig, de Tom Clancy, que seria posteriorment adaptada al cinema. En el cas cel còmic, a les Aventures de Tintín d'Hergé, el professor Tornassol inventa un submarí en forma de tauró.

### Cinematografia
S’han dedicat nombroses pel·lícules als submarins, moltes de les quals tracten d’esdeveniments que realment van passar. N’hi ha moltes dedicades als fets ocorreguts durant la Segona Guerra Mundial o que s’inspiren en aquests, com ara Das Boot (El submarí), basada en el best-seller homònim que explica la història d'un dels submarins alemanys durant aquell conflicte. Hi ha també pel·lícules que es basen en períodes més recents, com ara The Hunt for Red October (La caça de l’Octubre Roig), rodada el 1990 i basada en una novel·la de Tom Clancy. És protagonitzada per Sean Connery, que interpreta un comandant de la Marina Soviètica que, cansat de la Guerra Freda, intenta fugir amb un submarí de classe Typhoon cap a Occident. Una altra de les pel·lícules contemporànies de ficció és Marea roja (Crimson Tide), rodada el 1995 amb els personatges principals interpretats per Gene Hackman i Denzel Washington, on es tracta el motí duna part de la tripulació a causa d'una ordre confusa sobre el llançament de míssils nuclears. Entre les pel·lícules més recents i més coneguts que s'inspiren en fets reals que van tenir lloc es troba la pel·lícula K19 (2002), que narra els esdeveniments que es van veure en els anys seixanta protagonitzades pel submarí soviètic del mateix nom. Un altre film de ficció, però de la Segona Guerra Mundial és U-571, on es planteja una operació per capturar una màquina Enigma per tal de desxifrar les comunicacions alemanyes. 

### Videojocs
Existeixon diversos videojocs centrats en l'ús i gestió de submarins. El més populars solen ser jocs de simulació navals, en els quals el jugador controla un submarí militar tant en combat com gestionant-ne la tripulació.